# صربيا
صربيا (بالسيريلية الصربية: Србија / Srbija)، رسمياً جمهورية صربيا (بالسيريلية الصربية: ٍРепублика Србија / Republika Srbija)، هي دولة غير ساحلية تقع في مفترق الطرق بين وسط وجنوب شرق أوروبا، وتغطي الجزء الجنوبي من سهل بانونيا والبلقان المركزي. صربيا هي دولة غير ساحلية أو حبيسة وتحدها المجر من الشمال؛ رومانيا وبلغاريا من الشرق؛ مقدونيا من الجنوب؛ وكرواتيا والبوسنة والهرسك والجبل الأسود من الغرب؛ كما أن لها حدودًا مع ألبانيا عبر منطقة كوسوفو المتنازع عليها. عاصمة صربيا، بلغراد، هي من بين أقدم المدن في أوروبا، وواحدة من أكبر المدن في جنوب شرق أوروبا، وهي واحدة من دول أوروبا السلافية. وتعتبر صربيا إحدى أهم الدول في جنوب شرق أوروبا حيث كانت جزءاً من الإمبراطورية العثمانية وكانت صربيا مركزاً لدولة يوغوسلافيا السابقة وكذلك لدولة اتحاد صربيا والجبل الأسود السابقة.
أنشأ الصرب ثلاث ولايات خلال فترة العصور الوسطى (من ضمنها دوكليا وترافونيا وراشكا) في وقت مبكر بعد الهجرات السلافية، حصلت المملكة الصربية على اعتراف روما والقسطنطينية في 1217؛ ومن ثم ارتقت الدولة إلى الإمبراطورية الصربية في 1346. وبحلول منتصف القرن 16 ضُمَّت كامل أراضي صربيا الحديثة إلى الدولة العثمانية، وكانت تعترضها في بعض الأحيان إمبراطورية هابسبورغ النمساوية. في أوائل القرن التاسع عشر أنشأت الثورة الصربية الدولة القومية كأول دولة ملكية دستورية في المنطقة، والتي توسعت أراضيها بعد ذلك. بعد انتكاسات كارثية في الحرب العالمية الأولى اتحدت دولة السلوفينيين والكروات والصرب وفويفودينا مع مملكة صربيا (التي اتحدت معها مملكة الجبل الأسود) لتشارك في تأسيس يوغوسلافيا مع الأمم السلافية الجنوبية الأخرى (ما عدا بلغاريا)، التي كونت مختلف التشكيلات حتى عام 2006، عندما أعلنت جمهورية الجبل الأسود استقلالها في العام نفسه. وفي عام 2008 أعلن برلمان كوسوفو استقلال كوسوفو مع استجابات متباينة من المجتمع الدولي.
صربيا هي عضو في الأمم المتحدة، مجلس أوروبا، منظمة الأمن والتعاون الأوروبية، الشراكة من أجل السلام، منظمة التعاون الاقتصادي، واتفاقية التجارة الحرة في أوروبا الوسطى. وهي أيضا مرشحة رسميًا للعضوية في الاتحاد الأوروبي وتتفاوض حاليًا على الانضمام إليه وإلى منظمة التجارة العالمية وهي دولة محايدة عسكريًا. صربيا لديها ارتفاع في مؤشر التنمية البشرية وتوفر نظام الرعاية الصحية الشاملة والتعليم الابتدائي والثانوي المجاني. ولدى صربيا سجل أعلى بين «الدول الحرة» في المنطقة لاقتصاد الدخل فوق المتوسط (البنك العالمي، صندوق النقد الدولي) مع هيمنة قطاع الخدمات على اقتصاد البلاد ويأتي بعده قطاع الصناعة والزراعة.

## أصل التسمية
أصل اسم صربيا غير معروف بالتحديد. تاريخيًا، ذكر المؤلفون كلًا من الصرب (باللغة الصربية: Срби / Srbi) وصوربيي شرق ألمانيا (باللغة الصوربية العليا: Serbja؛ باللغة الصوربية السفلى: Serby) بعدة طرق: Cervetiis (Servetiis), gentis (S)urbiorum, Suurbi, Sorabi, Soraborum, Sorabos, Surpe, Sorabici, Sorabiet, Sarbin, Swrbjn, Servians, Sorbi, Sirbia, Sribia, Zirbia, Zribia, Suurbelant, Surbia, Serbulia / Sorbulia وغيرها. استخدم هؤلاء المؤلفون هذه الأسماء للإشارة إلى كلٍ من الصرب والصوربيين في المناطق التي لا يكون فيها وجودهم التاريخي والحالي محل نزاع (لا سيما في البلقان ولوساتيا). ومع ذلك، كانت هناك أيضًا مصادر استخدمت أسماء مشابهة في أجزاء أخرى من العالم (وخاصة في منطقة سارماتيا الآسياوية في القوقاز) بينما تقترح مصادر أخرى أن أصل تسمية كلٍ من الصرب والصوربيين جاء من الكلمة المنغولية «Сэрвээ» (نقحرة: سيرڤي) وتعني حرفيًا «زعنفة».

## التاريخ

### ما قبل التاريخ والعصور القديمة
الأدلة الأثرية لمستوطنات العصر الحجري القديم على أراضي صربيا الحالية نادرة. تم العثور على جزء من فك البشري في سيشيفو (مالا بالانيكا) ويعتقد أن عمره يصل إلى 525000 - 397000 سنة.
منذ حوالي 6,500 سنة، خلال العصر الحجري الحديث، وجدت ثقافات بستارسيفو، وفينكا بالقرب منطقة بلغراد الحديثة وسيطرت على منطقة البلقان، (وكذلك أجزاء من أوروبا الوسطى وآسيا الصغرى). اثنين من المواقع الأثرية المحلية الهامة لهذا العصر، لابينسكي فير وفينتشا-بيلو بردو، لا تزال موجودة بالقرب من ضفاف نهر الدانوب.
احتل الرومان معظم أراضي صربيا في القرن الثاني قبل الميلاد. في 167 قبل الميلاد أنشئت مقاطعة إليليريكسوم الرومانية؛ وقد تم غزو ما تبقى من أراضي صربيا الحديثة حوالي 75 قبل الميلاد، وتشكيل مقاطعة مويسيا العليا الرومانية؛ وقد غزا الرومان مقاطعة سريم الحالية في عام 9 قبل الميلاد؛ وباكا وبانات في عام 106 م بعد حروب الداتشيين. نتيجة لهذا، صربيا المعاصرة تمتد كليا أو جزئيا على مدى عدة محافظات رومانية سابقة، بما في ذلك مويسيا، بانونيا، برايفاليتانا، دالماسيا، داقية ومقدونيا. كانت المدن الرئيسة لمويسيا العليا: سينغودوم (بلغراد)، فيميناسيوم (حاليا كوستولاكس القديمة)، ريميسيانا (الآن بيلا بالانكا)، نايسوس (نيش)، وسيرميوم (الآن سريمسكا ميتروفيتسا)، وهذه الأخيرة التي كانت بمثابة العاصمة الرومانية خلال الحكم الرباعي.
ولد سبعة عشر إمبراطورا رومانيا في أراضي صربيا الحديثة، في المرتبة الثانية بعد إيطاليا المعاصرة. والأكثر شهرة من هؤلاء كان قسطنطين العظيم، أول إمبراطور مسيحي، الذي أصدر مرسوما يأمر بالتسامح الديني في جميع أنحاء الإمبراطورية. عندما تم تقسيم الامبراطورية الرومانية في سنة 395 ميلادي، ظلت المنطقة تحت حكم الإمبراطورية البيزنطية الشرقية. بحلول أوائل القرن السادس، هاجر السلاف الجنوبيون إلى المقاطعات الأوروبية للإمبراطورية البيزنطية بأعداد كبيرة.

### العصور الوسطى لصربيا
في عام 1166، تولى ستيفان نيمانيا العرش، موحدا البلاد ومكونا لحكم مستقل عن الإمبراطورية البيزنطية المتهاوية، معلنا بداية ازدهار صربيا تحت حكم سلالته. حقق الابن الأصغر لستيفان نيمانيا راستكو (سانت سافا)، الاستقلال عن البطريركية الروسية (autocephaly) للكنيسة الصربية عام 1217 وألف أقدم دستور معروف، وفي الوقت نفسه توج ستيفان الأول وتأسست المملكة الصربية. وبلغت في العصور الوسطى صربيا ذروتها في عهد دوشان العزيز، الذي استغل الحرب الأهلية البيزنطية وضاعف من حجم الدولة بواسطة احتلال الأراضي الواقعة في الجنوب والشرق على حساب بيزنطة، بعيدة مثل البيلوبونيز، كما جرى تتويجه إمبراطورا للصرب واليونانيين. تمثل معركة كوسوفو في عام 1389 نقطة تحول وتعتبر بمثابة بداية سقوط الدولة الصربية في القرون الوسطى. سيطرت سلالة ازارافيتش وبرانكوفيتش على الحكم المتسلط لصربيا (Despotate) بعد ذلك (في القرنين 15 و 16).
بعد سقوط القسطنطينية عل يد العثمانيين عام 1453 وحصار بلغراد، ضعفت ديسبوتات صربيا عام 1459 بعد حصار العاصمة سميدييفو. عام 1455، كان وسط صربيا محتلا بالكامل من قبل الدولة العثمانية. بعد صد الهجمات العثمانية لأكثر من 70 عاما، سقطت بلغراد أخيرا في عام 1521، وفُتح الطريق أمام التوسع العثماني في أوروبا الوسطى.قاومت فويفودينا، كجزء من إمبراطورية هابسبورغ، الحكم العثماني حتى فترة متقدمة من القرن السادس عشر.

### الدولة العثمانية وحكم هابسبورغ
بعد خسارة الاستقلال لصالح مملكة المجر والدولة العثمانية،  استعادته صربيا لفترة وجيزة (1526–1527) تحت السيادة جوفان نيناد في القرن 16. قامت هابسبورغ بحرب طويلة ضد العثمانيين (1593–1606) وايضا كنت هناك العديد من حركات التمرد تتحدى باستمرار الحكم العثماني، كان من أهمها انتفاضة بنات في عامي 1594 و 1595. منطقة فويفودينا الحديثة تحملت الاحتلال العثماني لمدة قرن قبل أن يتم التنازل عنها للإمبراطورية هابسبورغ في نهاية القرن 17 بموجب معاهدة كارلويتز (1699).
في كل الأراضي الصربية جنوب نهري الدانوب وسافا، تم القضاء على النبلاء وأصبح الفلاحون الشبه عبيد تحت وصاية السادة العثمانيين، في حين أن الكثير من رجال الدين فروا أو أجبروا على البقاء في الأديرة المنعزلة. في ظل النظام العثماني، اعتبر الصرب المسيحيين كفئة أقل شأنا من الباقي وتعرضوا للضرائب الباهظة حيث أن جزءا صغير من السكان الصرب أسلموا. ألغى العثمانيون البطريركية الصربية (1459) ولكن تم إعادة تأسيسها في 1557 ، تنص على استمرار محدود من التقاليد الثقافية الصربية داخل الإمبراطورية.
كما غادر سكانها في الهجرة الصربية العظمى معظم مناطق جنوب صربيا، سعى الصرب للجوء عبر نهر الدانوب في فويفودينا إلى الشمال والحدود العسكرية في الغرب، حيث تم منحهم الحقوق من طرف التاج النمساوي في إطار تدابير مثل ستاتوتا والاشوروم لعام 1630، تحول جزء كبير من وسط صربيا من الحكم العثماني إلى سيطرة هابسبورغ (1686-1691) خلال حرب هابسبورغ و العثمانيين (1683-1699)، كما نقل مركز الكنسية الصربية شمالا، إلى ميتروبوليتانات كارلوفيتش، كما أن البطريركية الصربية بيك ألغيت مرة أخرى من قبل العثمانيين في 1766. وبعد عدة التماسات، منح الإمبراطور ليوبولد الأول رسميا الصرب الذين يرغبون في الاستقرار في المناطق الشمالية الحق في الحكم الذاتي على أرض التاج.
في 1717-1739، حكمت الإمبراطورية النمساوية جزءا كبيرا من صربيا إلى الجنوب من نهر الدانوب وسافا واسست مملكة صربيا (1718-1739). في هذه الفترة تكونت فيها الكلمة الصربية الأكثر انتشارا (والتي دخلت معظم لغات العالم) - مصاص دماء، وقدمت إلى الغرب لأول مرة.

### الثورة والاستقلال
استمرت الثورة الصربية من أجل الاستقلال عن الدولة العثمانية أحد عشر عاما، من 1804 حتى 1815. مرت الثورة بانتفاضتين منفصلتين حيث ظفرت صربيا بالحكم الذاتي عن الدولة العثمانية (1830) والذي تطور في نهاية المطاف نحو الاستقلال الكامل (1878).

خلال الانتفاضة الصربية الأولى (1804-1813)، بقيادة الدوق كاراجوردي بيتروفيتش، كانت فيها صربيا مستقلة لما يقرب من عقد من الزمن قبل أن يتمكن الجيش العثماني من إعادة احتلال البلاد. بعد هذا بفترة وجيزة، بدأت الانتفاضة الصربية الثانية في عام 1815 بقيادة ميلوش أوبرينوفيتش
 وقد انتهت بحل وسط بين الثوار الصربيين والسلطات العثمانية. أيضا، كانت صربيا إحدى الدول الأوائل في منطقة البلقان التي تلغي الإقطاعية. اتفاقية اكرمان في عام 1826، وأخيرا معاهدة أدرنة في عام 1829، اعترفتا بسيادة صربيا. أُُعتمد الدستور الصربي الأول يوم 15 فبراير 1835.
في أعقاب اشتباكات بين الجيش العثماني والصرب في بلغراد في عام 1862، وتحت ضغط من القوى العظمى، عام 1867 غادر جنود أتراك مشاركة الإمارة. من خلال سن دستور جديد دون استشارة بورت، أكد دبلوماسيون الصربية الفعلية استقلال البلاد. في عام 1876، أعلنت صربيا الحرب على الدولة العثمانية، معلنا توحيدها مع البوسنة. وقد اعترف بالاستقلال الرسمي للبلاد دوليا في مؤتمر برلين في عام 1878، التي أنهت رسميا الحرب الروسية التركية، ومع ذلك، منعت صربيا من الاتحاد مع البوسنة عن طريق وضعها تحت الاحتلال النمساوي المجري، جنبا إلى جنب مع الاحتلال راسكا (السنجق). من 1815-1903، كان يحكم إمارة صربيا من قبل مجلس النواب من أوبرينوفيتش، باستثناء 1842-1858، عندما كان بقيادة الأمير ألكسندر Karađorđević. في عام 1882، أصبحت صربيا المملكة التي يحكمها الملك ميلان أولا في عام 1903، في أعقاب الإطاحة مايو، بيت Karađorđević، أحفاد الزعيم الثوري Karađorđe بيتروفيتش، تولى السلطة. ثورة 1848 في النمسا تؤدي إلى إنشاء إقليم الحكم الذاتي فويفودينا الصربية. قبل عام 1849، وتحولت المنطقة إلى فويفود صربيا والبنات من Temeschwar.

### حروب البلقان، الحرب العالمية الأولى ويوغوسلافيا الأولى
في سياق حرب البلقان الأولى في عام 1912، هزم تحالف البلقان الدولة العثمانية واحتلت أراضيها الأوروبية، مما مكن التوسع الإقليمي في راسكا وكوسوفو. حرب البلقان الثانية تلت ذلك عندما انقلبت بلغاريا على حلفائها السابقين، لكنه هزم، مما أدى إلى معاهدة بوخارست. في غضون عامين، وسعت صربيا أراضيها بنسبة 80٪ وعدد سكانها بنسبة 50٪; كما أنها عانت خسائر كبيرة عشية الحرب العالمية الأولى، مع حوالي 20,000 قتيلا.

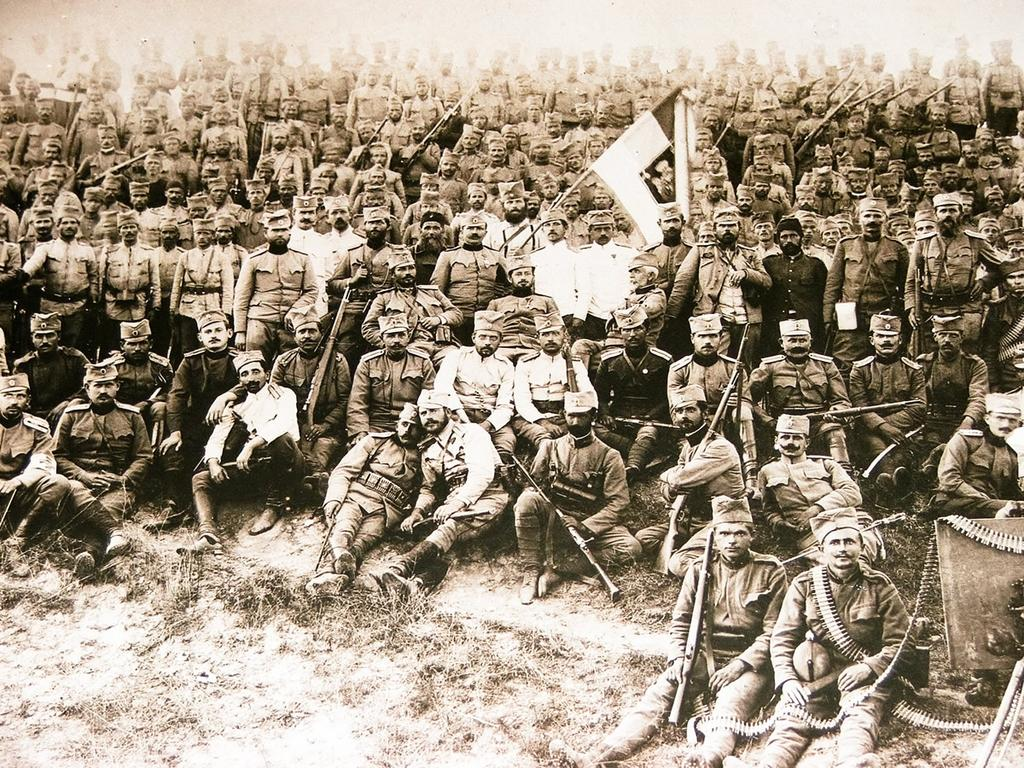
الجنود الصرب على كورفو خلال الحرب العالمية الأولى، 1916-1918

في يوم 28 يونيو عام 1914، اغتيل الأرشيدوق النمساوي فرانز فرديناند في سراييفو في النمسا والمجر على يد غافريلو برينسيب، وهو عضو في منظمة الشباب البوسنة، أدى هذا الاغتيال إلى إعلان الحرب على صربيا من قبل الإمبراطورية النمساوية المجرية. بعدها قامت روسيا بإعلان الحرب على الإمبراطورية النمساوية المجرية، مما أسفر عن إعلان ألمانيا الحرب على روسيا وصربيا. كانت النمسا والمجر تسعى للانتقام من صربيا حيث تم تأسيس تحالفان المحور والحلفاء العسكريين التي اطلقت سلسلة من إعلانات الحرب في جميع أنحاء القارة، مما أدى إلى اندلاع الحرب العالمية الأولى في غضون شهر. صربيا المعارك الرئيسية الأولى من العالم الحرب الأول، بما في ذلك وحدات خفض الانبعاثات المعتمدة معركة Kolubara - بمناسبة أول انتصارات الحلفاء ضد دول المحور في الحرب العالمية الأولى. وعلى الرغم من النجاح الأولي، وتغلبهم على دول المحور في نهاية المطاف في عام 1918 فأن معظم جيشها وسكانها ذهبوا ضحية للحرب العالمية الأولى حيث تم احتلال صربيا من قبل قوات دول المحور عام 1916، ولكن نجحت قوات الحلفاء في تحرير صربيا في يوم 15 سبتمبر من عام 1918، وبعدها قاموا مع صربيا باحتلال العديد من الأراضي التابعة للامبراطورية النمساوية المجرية وبلغاريا. وساهمت هذه النتائج إلى حد كبير في انتصار الحلفاء في الحرب في نوفمبر تشرين الثاني عام 1918، وخاصة من خلال مساعدة فرنسا في احتلال النمسا والمجر وبلغاريا وفي فرض استسلام كلا الدولتين. وقد صنفت صربيا كقوة طفيفة الوفاق في الحرب. يعود إلى صربيا 8٪ من مجموع القتلى في الحرب وقد بلغت خسائر الجيش 58٪ منه المقدر (243600) لقوا حتفهم في الحرب. وبلغ العدد الكلي للإصابات حوالي 700,000 اصابة لدى صربيا في الحرب وأغلبية الخسائر الصربية في الحرب كانت من الذكور.

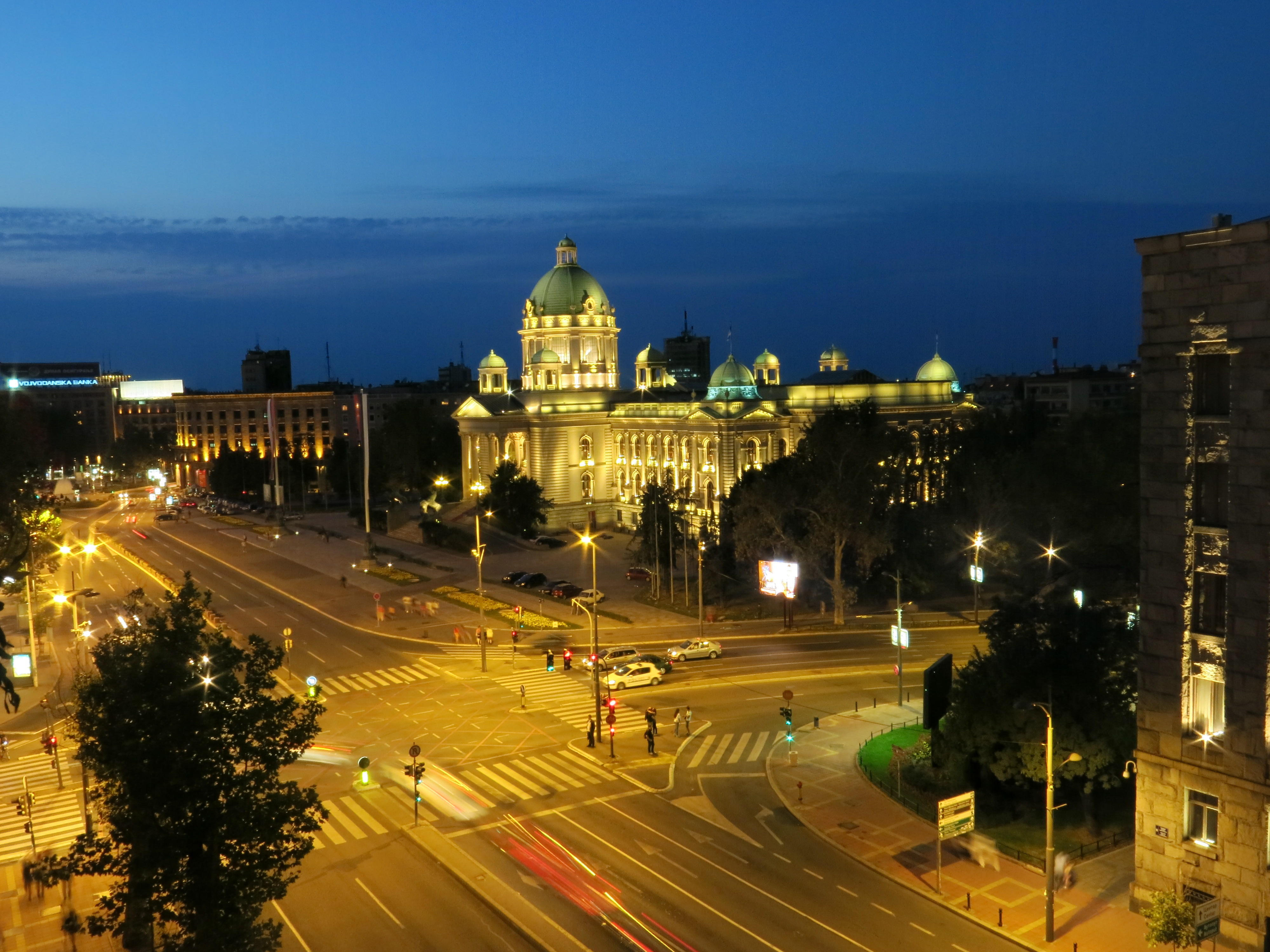
البرلمان وساحة باسيك

كما انهارت الإمبراطورية النمساوية المجرية، أراضي Syrmia متحدة مع صربيا في 24 تشرين الثاني عام 1918، تليها البنات، باكا وبرانيا في وقت لاحق اليوم، ليصل بذلك إجمالي فويفودينا بأكمله في المملكة الصربية. يوم 26 نوفمبر عام 1918، المخلوع الجمعية بودغوريتشا بيت بيتروفيتش-Njegoš، وتوحيد الجبل الأسود مع صربيا. في 1 ديسمبر عام 1918، الصربية الأمير ريجنت الكسندر صربيا أعلنت مملكة الصرب والكروات والسلوفينيين وتحت حكم الملك بيتر الأول.
وقد نجح الملك بيتر ابنه الكسندر، في آب 1921. اشتبك المركزيين الصرب والكروات الاستقلاليون في البرلمان، وكانت معظم الحكومات هشة وقصيرة الأمد. نيكولا باسيك، رئيس الوزراء المحافظ، برئاسة أو يهيمن عليها معظم الحكومات حتى وفاته. الملك الكسندر تغيير اسم البلاد إلى يوغسلافيا وتغيير الانقسامات الداخلية من 33 إلى تسعة أقاليم banovinas جديدة. كان تأثير الدكتاتورية الكسندر لمزيد من تنفير السكان من غير الصرب من فكرة الوحدة. اغتيل [55] الكسندر في مرسيليا، خلال زيارة رسمية في عام 1934 من قبل فلادو Chernozemski، عضو IMRO. وقد نجح الكسندر ابنه البالغ من العمر أحد عشر بيتر الثاني ومجلس الوصاية برئاسة ابن عمه، الأمير بول. رئيس الوزراء دراغيشا تسفيتكوفيتش، التفاوض على حل لشواغل الجماهير الكرواتية مع Vladko ماشيك. في أغسطس 1939 أنشأ اتفاق تسفيتكوفيتش-ماشيك على Banate مستقلة كرواتيا.

### الحرب العالمية الثانية ويوغوسلافيا الثاني

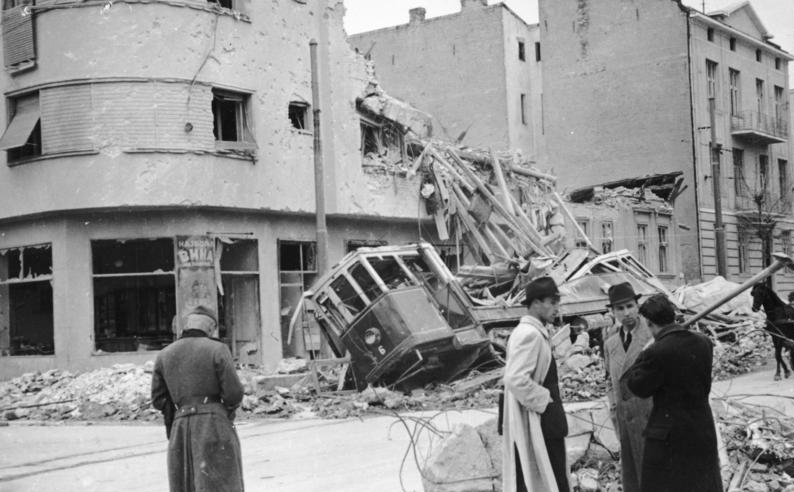
الأضرار الناجمة عن القصف النازي في بلغراد عام 1941

في عام 1941، على الرغم من محاولات اليوغوسلافية البقاء على الحياد في الحرب، غزت قوات المحور يوغوسلافيا. تم تقسيم أراضي صربيا الحديثة بين المجر وبلغاريا وكرواتيا وإيطاليا المستقلة (أكبر ألبانيا والجبل الأسود)، في حين تم وضع الجزء المتبقي من صربيا تحت الإدارة العسكرية الألمانية، مع الحكومات العميلة الصربية بقيادة ميلان وميلان أسيموفيتش Nedić. كانت الأراضي المحتلة مسرحا لحرب أهلية بين الملكيين Chetniks بقيادة Draža Mihailović وأنصار الشيوعية بقيادة جوزيب بروز تيتو. تم المحتشدة ضد هذه القوات وحدات المساعدة محور فيلق المتطوعين الصربية والحرس الدولة الصربية. كان دراغانا ووزنيتسا مذبحة 2,950 القرويين في غرب صربيا في عام 1941 في أول عملية إعدام كبيرة من المدنيين في صربيا المحتلة من قبل النازيين، مع مجزرة كراغويفاتش ونوفي ساد رائد من اليهود والصرب من قبل الفاشيين المجرية كونها الأكثر شهرة، مع أكثر من 3,000 ضحايا في كل الحالة. بعد عام واحد من الاحتلال، قتل حوالي 16,000 الصربية اليهود في المنطقة، أو حوالي 90٪ من سكانها اليهود قبل الحرب. تم إنشاء العديد من معسكرات الاعتقال في جميع أنحاء المنطقة. كان معسكر اعتقال بانجيتشا أكبر معسكر اعتقال، مع ضحايا الأساسي هو اليهود الصربية، روما، والسجناء السياسيين الصرب.
الدولة دمية المحور من دولة كرواتيا المستقلة التي ارتكبت الاضطهاد على نطاق واسع وإبادة الصرب واليهود والغجر. تقدير من الولايات المتحدة الأمريكية متحف الهولوكوست التذكاري يشير إلى أن ما بين 320,000 340,000 والسكان الصرب من كرواتيا والبوسنة وقتل شمال صربيا خلال حملة الإبادة الجماعية Ustaše; معتمدة نفس الأرقام من قبل المكتبة الافتراضية اليهودية. تستخدم مصادر اليوغوسلافية الرسمية لتقدير أكثر من 700,000 الضحايا، ومعظمهم من الصرب. النصب التذكاري ياسينوفاتش القوائم حتى الآن 82085 أسماء الذين قتلوا في معسكر الاعتقال هذا وحده، من حوالي 100,000 ضحايا المقدر (وكان 75٪ منهم من أصل صربي). من أصل ما يقرب من مليون إصابة في كل من يوغوسلافيا حتى عام 1944, حوالي 250,000 من مواطني صربيا من أعراق مختلفة. وكانت جمهورية أوزيتشي على الأراضي المحررة قصيرة الأجل التي وضعتها الأنصار وأول منطقة محررة في الحرب العالمية الثانية في أوروبا، كما نظمت دويلة العسكرية التي كانت موجودة في خريف عام 1941 في غرب صربيا المحتلة. في أواخر عام 1944، تحولت بلغراد الهجومية لصالح الثوار في حرب أهلية؛ اكتسبت الحزبيه في وقت لاحق السيطرة على يوغوسلافيا. في أعقاب الهجوم بلغراد، كانت الجبهة Syrmian التسلسل الأخير من الحرب العالمية الثانية في صربيا. وبين 60,000 و 70,000 شخصا في صربيا خلال استيلاء الشيوعيين.

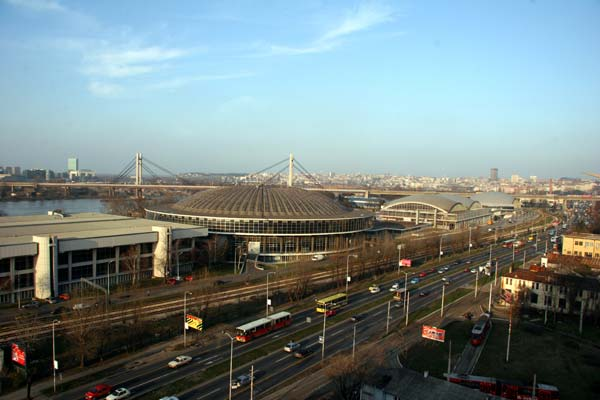
بلغراد عادل معقدة

أسفرت عن فوز الأنصار الشيوعية في إلغاء الملكية واستفتاء دستوري دبرت لاحقة. تأسست دولة الحزب الواحد قريبا في يوغوسلافيا من قبل عصبة الشيوعيين في يوغوسلافيا. تم قمع كل المعارضة واعتبر الناس أن يكون تعزيز المعارضة إلى الاشتراكية أو تعزيز سجنوا أو أعدموا الانفصالية للفتنة. أصبحت جمهورية صربيا التأسيسية داخل جمهورية يوغوسلافيا الاتحادية الاشتراكية المعروفة باسم جمهورية صربيا الاشتراكية، وكان لها الجمهورية فرع للحزب الشيوعي الاتحادية، وجامعة الشيوعيين من صربيا. كان سياسي صربيا الأكثر قوة ونفوذا في عهد تيتو يوغسلافيا ألكسندر Ranković، واحدة من «الاربعة الكبار» قادة اليوغوسلافية، جنبا إلى جنب مع تيتو، إدوارد Kardelj، وميلوفان Đilas. أزيل Ranković في وقت لاحق من منصبه بسبب الخلافات بشأن. كان نومنكلاتورا كوسوفو ووحدة صربيا إقالة Ranković التي لا تحظى بشعبية عالية بين الصرب. الإصلاحيين الموالية للاللامركزية في يوغوسلافيا نجح في أواخر 1960s في تحقيق اللامركزية كبير من القوى، وخلق حكم ذاتي واسع في كوسوفو وفويفودينا، والاعتراف جنسية مسلم اليوغوسلافية. ونتيجة لهذه الإصلاحات، كان هناك تجديد شاملة لنومنكلاتورا كوسوفو والشرطة، التي تحولت من هيمنة الصرب إلى العرقية الألبانية التي تهيمن عليها من خلال اطلاق الصرب في نطاق واسع. تنازلات مزيد تم إجراؤها على أصل ألباني من كوسوفو ردا على الاضطرابات، بما في ذلك إنشاء جامعة بريشتينا كمؤسسة اللغة الألبانية. هذه التغيرات خلقت الخوف على نطاق واسع بين الصرب من معاملتهم كمواطنين من الدرجة الثانية.

### تفكيك يوغوسلافيا والتحول السياسي
في عام 1989، وصل سلوبودان ميلوشيفيتش إلى السلطة في صربيا. بتقليص سلطات مقاطعات كوسوفو وفويفودينا المتمتعة بالحكم الذاتي، حيث تولى حلفائه السلطة فيما بعد، خلال الثورة المناهضة للبيروقراطية. أشعلت هذه التوترات بين القيادة الشيوعية في الجمهوريات الأخرى، أيقظ القومية العرقية في جميع أنحاء البلاد، التي أدت في نهاية المطاف إلى تفكك يوغوسلافيا، حيث أعلنت سلوفينيا وكرواتيا والبوسنة والهرسك ومقدونيا الاستقلال خلال عامي 1991 و 1992. ظلت صربيا والجبل الأسود معا باسم جمهورية يوغوسلافيا الاتحادية. ومع ذلك، ووفقًا للجنة بادينتر، لم تُعد البلاد قانونًا استمرارًا لجمهورية يوغوسلافيا الاتحادية الاشتراكية السابقة بل دولة جديدة.

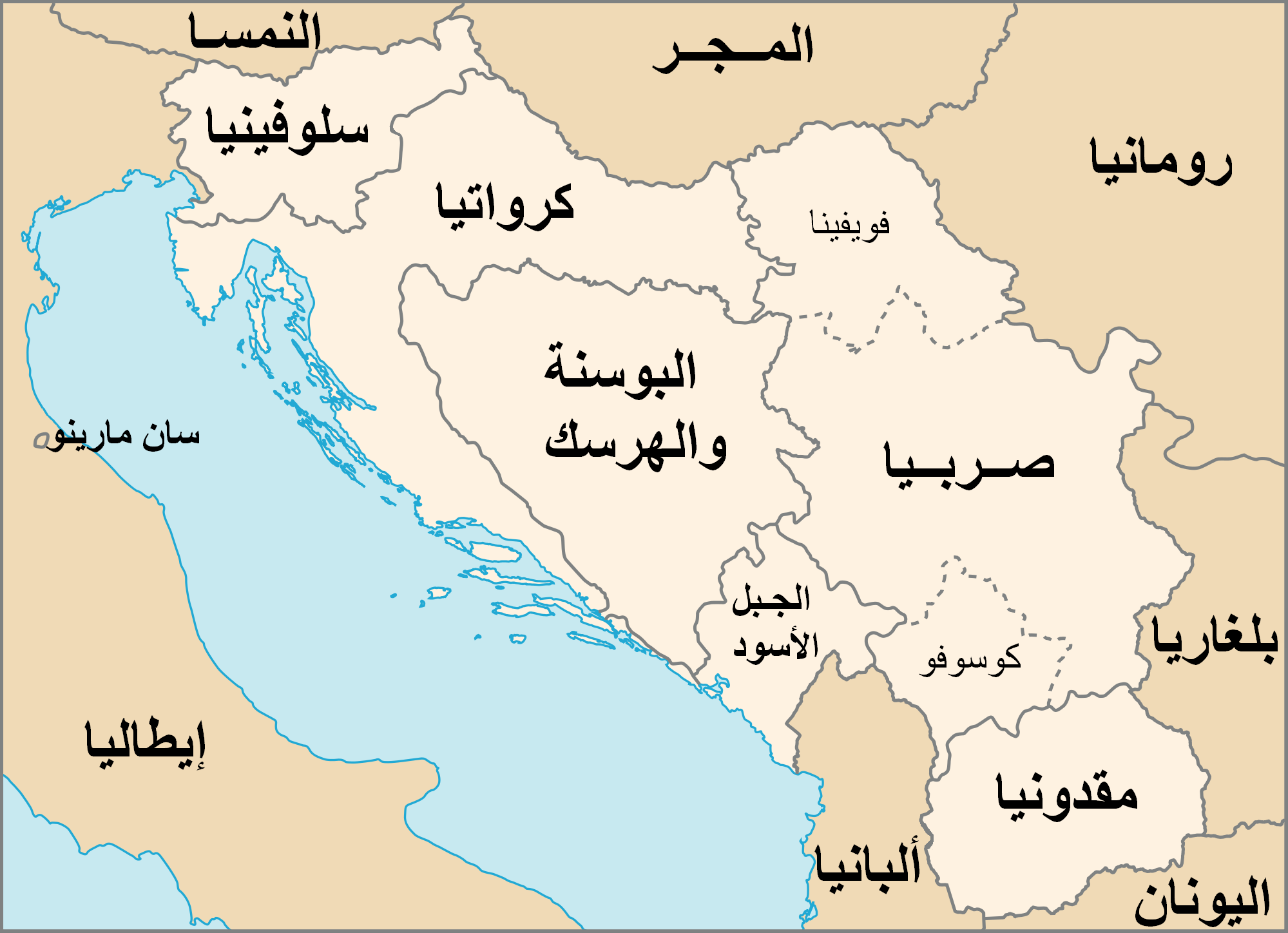
جمهوريات يوغوسلافيا بعد تقسيمها، بالإضافة إلى مناطق الحكم الذاتي.

اندلعت حروب يوغوسلافيا (1991-2001) بسبب التوترات العرقية، ووقعت أشد الصراعات في كرواتيا والبوسنة، حيث قام الصرب بواحدة من أبشع المذابح على مر التاريخ ضد مسلمي البوسنة من قتل وتعذيب واغتصاب، وعارضت المجتمعات العرقية الصربية الاستقلال عن يوغوسلافيا. ظلت جمهورية يوغوسلافيا الاتحادية خارج الصراعات، لكنها قدمت الدعم اللوجستي والعسكري والمالي للقوات الصربية في الحروب. رداً على ذلك، فرضت الأمم المتحدة عقوبات على صربيا [الإنجليزية]
 في مايو 1992 أدت إلى العزلة السياسية وانهيار الاقتصاد (انخفض الناتج المحلي الإجمالي من 24 مليار دولار في عام 1990 إلى أقل من 10 مليارات دولار في عام 1993).
بعد صعود القومية والتوترات السياسية بعد وصول سلوبودان ميلوسيفيتش إلى السلطة، تطورت عديد الحركات المناهضة للحرب في صربيا وعقدت عديد احتجاجات مناهضة للحرب في بلغراد 1991-1992 [الإنجليزية]
 في بلغراد. دخلت الديمقراطية متعددة الأحزاب في صربيا في عام 1990، مما أدى إلى تفكيك نظام الحزب الواحد رسميًا. ادعى منتقدو ميلوسيفيتش أن الحكومة لا تزال استبدادية على الرغم من التغييرات الدستورية، حيث حافظ ميلوسيفيتش على نفوذ سياسي قوي على وسائل الإعلام الحكومية وأجهزة الأمن. عندما رفض الحزب الاشتراكي الحاكمفي صربيا قبول هزيمته في الانتخابات البلدية عام 1996، انخرط الصرب في احتجاجات كبيرة ضد الحكومة.
في عام 1998، أدت الاشتباكات المستمرة [الإنجليزية]
 بين جيش تحرير كوسوفو وقوات الأمن اليوغوسلافية إلى حرب كوسوفو القصيرة (1998-1999)، والتي تدخل فيها الناتو، مما أدى إلى انسحاب القوات الصربية وإنشاء إدارة الأمم المتحدة في الإقليم. بعد الحروب اليوغوسلافية ، أصبحت صربيا موطنًا لأكبر عدد من اللاجئين والنازحين داخليًا في أوروبا.
بعد الانتخابات الرئاسية [الإنجليزية]
 في سبتمبر 2000، اتهمت أحزاب المعارضة ميلوسيفيتش بتزوير الانتخابات. تبع ذلك حملة من المقاومة المدنية، بقيادة المعارضة الديمقراطية لصربيا [الإنجليزية]
 (DOS)، وهو تحالف واسع من الأحزاب المناهضة لميلوسيفيتش. وبلغ هذا ذروته في 5 أكتوبر عندما تجمع نصف مليون شخص من جميع أنحاء البلاد في بلغراد، مما اضطر ميلوسيفيتش للاعتراف بالهزيمة. أنهت الإطاحة بميلوسيفيتش عزلة يوغوسلافيا الدولية. أُرسل ميلوسيفيتش إلى المحكمة الجنائية الدولية ليوغوسلافيا السابقة. أعلنت المعارضة الديمقراطية لصربيا أن جمهورية يوغوسلافيا الاتحادية سوف تسعى للانضمام إلى الاتحاد الأوروبي. في عام 2003، تم تغيير اسم جمهورية يوغوسلافيا الاتحادية إلى صربيا والجبل الأسود؛ بدأ الاتحاد الأوروبي مفاوضات مع الدولة بشأن اتفاقية الاستقرار والانتساب [الإنجليزية]
. ظل المناخ السياسي في صربيا متوتراً، وفي عام 2003، اغتيال زوران جينجيتش [الإنجليزية]
اغتيل رئيس الوزراء زوران جينجيتش نتيجة مؤامرة ناشئة عن دوائر الجريمة المنظمة ومسؤولين أمنيين سابقين. في عام 2004، اندلعت الاضطرابات في كوسوفو، مما أسفر عن مقتل 19 شخصًا وتدمير أو إتلاف عدد من الكنائس الأرثوذكسية الصربية والأديرة.

### جمهورية صربيا الحديثة
في 21 مايو 2006، عقدت الجبل الأسود استفتاء لتحديد ما إذا كان لانهاء اتحادها مع صربيا. أظهرت النتائج 55.4٪ من الناخبين لصالح الاستقلال، الذي كان فقط فوق 55٪ المطلوبة من قبل الاستفتاء. في 5 حزيران 2006، أعلنت الجمعية الوطنية لصربيا صربيا لتكون الخلف القانوني لاتحاد الدولة السابق. وإقليم كوسوفو الاستقلال من جانب واحد عن صربيا أعلنت في 17 فبراير 2008. أدانت صربيا على الفور إعلان وتواصل حرمان أي الدولة لكوسوفو. وأثار الإعلان ردود متنوعة من المجتمع الدولي، بعض الترحيب، في حين ندد آخرون هذه الخطوة من جانب واحد. وتعقد الحالة محادثات محايدة بين صربيا وسلطات كوسوفو الألبانية في بروكسل، بوساطة الاتحاد الأوروبي.
في نيسان 2008 دعي صربيا للانضمام إلى برنامج الحوار المكثف مع الناتو على الرغم من الخلاف الدبلوماسي مع تحالف على كوسوفو. صربيا بطلب رسمي للحصول على عضوية في الاتحاد الأوروبي في 22 ديسمبر 2009, وحصل على وضع المرشح 1 مارس 2012. بدأت المفاوضات للانضمام إلى الاتحاد الأوروبي في يناير كانون الثاني عام 2014.

## السياسة والحكومة

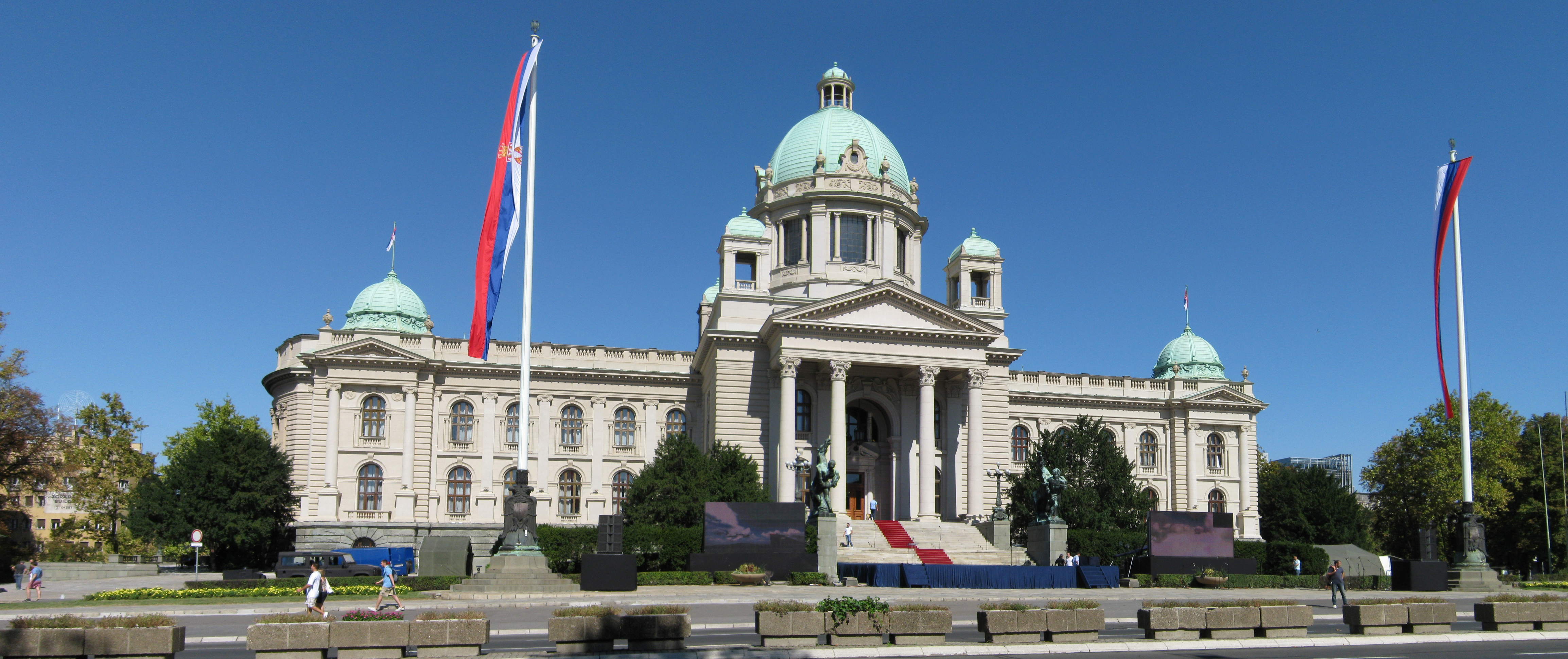
مبنى البرلمان الصربي في بلغراد

صربيا هي جمهورية برلمانية. وتنقسم الحكومة في صربيا في ثلاث سلطات التشريعية والتنفيذية والقضائية.
كان لصربيا واحد من أول الدساتير الحديثة في أوروبا عام 1835 الدستور (المعروف باسم دستور «سريتنيه» Sretenje)، والذي كان في ذلك الوقت يعتبر من أكثر الدساتير تقدما وتحررا في العالم. منذ ذلك الحين اعتمد في الدولة 10 دساتير المختلفة.
اعتمد الدستور الحالي في 8 نوفمبر 2006 بعد استقلال الجبل الأسود الذي جدد بعد ذلك استقلال صربيا نفسها. المحكمة الدستورية تحكم في القضايا المعنية بالدستور.
رئيس الجمهورية (بالصربية: Predsednik Republike) هو رئيس الدولة، وينتخب بالاقتراع الشعبي لولاية مدتها خمس سنوات ويقتصر عليها في الدستور بحد أقصى فترتين. بالإضافة إلى كونه القائد العام للقوات المسلحة، والمعيين لرئيس الوزراء بموافقة البرلمان، لديه بعض التأثير على السياسة الخارجية. توميسلاف نيكوليتش هو الرئيس الحالي بعد انتخابات الرئاسية لعام 2012.
الحكومة (بالصربية: Vlada) تتكون من رئيس الوزراء والوزراء. الحكومة هي المسؤولة عن اقتراح التشريعات والميزانية، وتنفيذ القوانين، وتوجيه السياسات الخارجية والداخلية. رئيس الوزراء الحالي هو ايفيتسا داتشيتش من الحزب الاشتراكي الصربي.
البرلمان أو الجمعية الوطنية (بالصربية: Narodna Skupština) هو هيئة تشريعية ذات مجلس واحد. لدى البرلمان القدرة على سن القوانين، الموافقة على الميزانية، جدولة الانتخابات الرئاسية، اختيار وإقالة رئيس الوزراء ووزراء آخرين، اعلان الحرب، والتصديق على المعاهدات والاتفاقات الدولية.
يتألف البرلمان من 250 عضوا ينتخبون بشكل متناسب لولاية مدتها أربع سنوات. أكبر الأحزاب السياسية في صربيا حاليا هي حزب يمين الوسط الصربي التقدمي، ثم الحزب الديمقراطي من يسار الوسط والحزب الاشتراكي اليساري.
صربيا لديها نظام قضائي من ثلاث مستويات، تتكون من محكمة النقض العليا وتعتبر محكمة الملاذ الأخير، محاكم الاستئناف، ثم المحاكم العليا والأساسية. يشرف على القضاء من قبل وزارة العدل. صربيا لديها نظام قانون مدني نموذجي.
تطبيق القانون هو من مسؤولية الشرطة الصربية، وهي تابعة لوزارة الداخلية. تتكون الشرطة الصربية من 26,527 ضباط يرتدون الزي الرسمي. الأمن الوطني ومكافحة التجسس هي من مسؤولية وكالة أمن المعلومات (BIA).

### التقسيمات الإدارية
صربيا هي دولة موحدة تتألف من البلديات / المدن والمقاطعات، واثنين من المقاطعات المتمتعة بالحكم الذاتي.
هناك 138 بلدية (opštine) و 23 مدن (gradovi)، والتي تشكل الوحدات الأساسية للحكم الذاتي المحلي.
ويتم تنظيم صربيا (باستثناء كوسوفو) في 25 مقاطعة (okruzi). يشكل بلغراد منطقة خاصة بها وهي المراكز الإقليمية لسلطة الدولة، لكن ليس لديهم صلاحيات خاصة بهم؛ ما يقدمونه أقسام إدارية بحتة. بلغراد وحدة إقليمية مستقلة أنشئت بموجب الدستور والقانون،
صربيا واثنين من المقاطعات المتمتعة بالحكم الذاتي (autonomne pokrajine): Vojvodine في الشمال ويدعي كوسوفو وميتوهيا في الجنوب، في حين أن المساحة المتبقية، ووصف وسط صربيا، أبدا زيارتها السلطة الإقليمية الخاصة بها. منذ عام 1999، تم رسميا لإدارة إقليم كوسوفو من قبل بعثة الأمم المتحدة وفقا لقرار مجلس الأمن 1244 من الأمم المتحدة. المؤسسات المؤقتة للحكم الذاتي (مؤسسات الحكم الذاتي الانتقالي)، لديه التجمع ورئيس. في 17 فبراير 2008، أعلن ممثلي شعب كوسوفو، التي تعمل خارج إطار مؤسسات الحكم الذاتي الانتقالي في بعثة الأمم المتحدة (لا يمثلون جمعية كوسوفو أو أي دولة أخرى من هذه المؤسسات)، أن كوسوفو المستقلة عن صربيا. صربيا لا تعترف الإعلان ويعتبر عمل غير قانوني وغير شرعي.

### العلاقات الخارجية

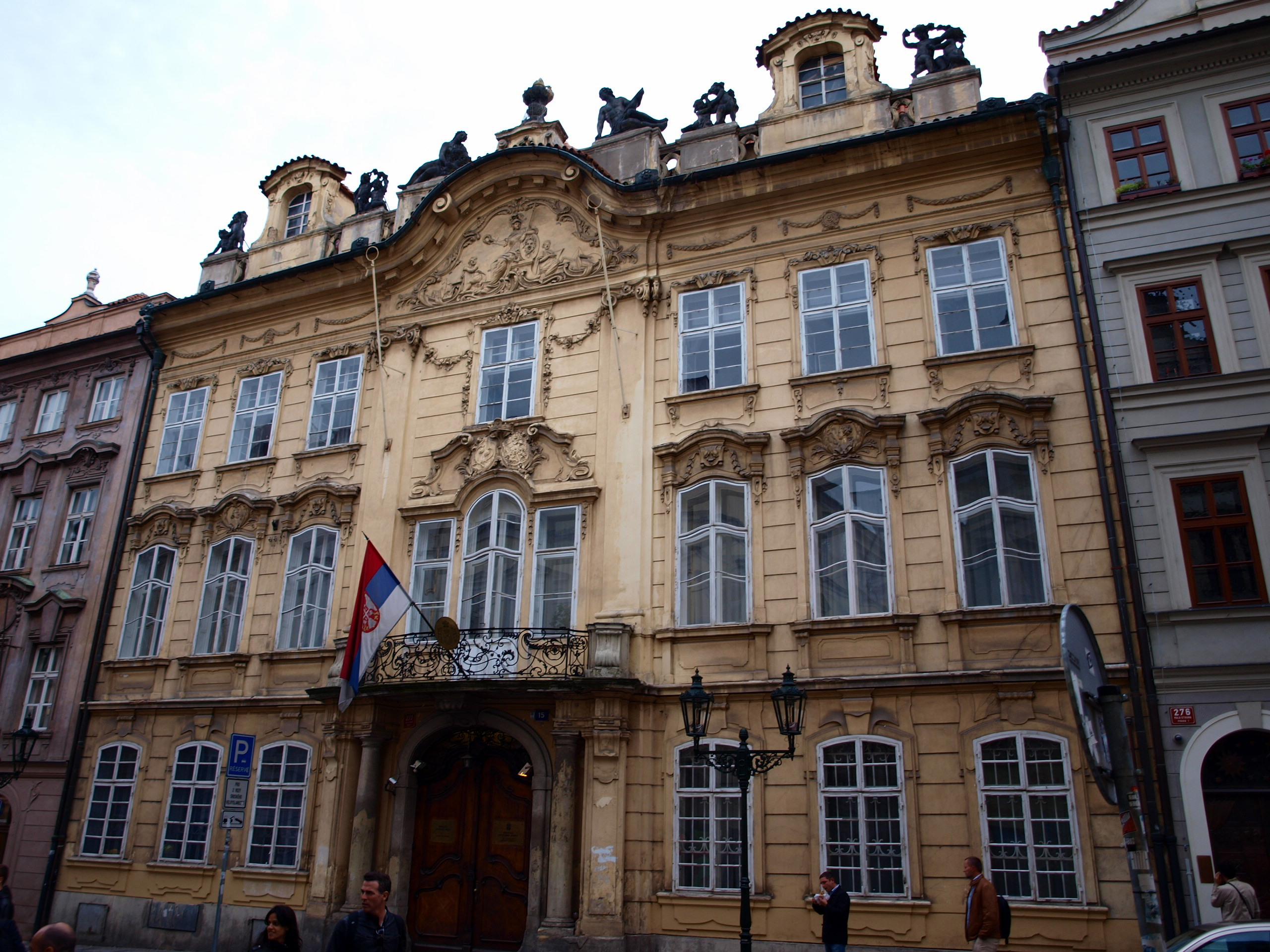
السفارة الصربية في براغ، جمهورية التشيك

أنشأت علاقات دبلوماسية مع صربيا 188 دولة عضو في الأمم المتحدة والكرسي الرسولي، منظمة فرسان مالطة العسكرية المستقلة، والاتحاد الأوروبي. وتجرى العلاقات الخارجية من خلال وزارة الشؤون الخارجية. صربيا لديها شبكة من 65 السفارات والقنصليات 23 دوليا. هناك 65 السفارات الأجنبية والقنصليات 5 و 4 مكاتب الاتصال في صربيا.
وتركز السياسة الخارجية الصربية على تحقيق الهدف الاستراتيجي لتصبح دولة عضو في الاتحاد الأوروبي (EU). التي صربيا عملية الانضمام إلى الاتحاد الأوروبي قبل التوقيع على اتفاق الاستقرار والشراكة في 29 نيسان 2008، وتطبيقها رسميا لعضوية الاتحاد الأوروبي في 22 ديسمبر 2009. وحصل على وضع الدولة المرشحة الكامل في 1 مارس 2012، والتي الانضمام محادثات بتاريخ 21 كانون الثاني 2014.
إقليم كوسوفو أعلن من جانب واحد استقلالها عن صربيا في 17 فبراير 2008. وأثار إعلان الاستقلال ردود متنوعة من المجتمع الدولي، بعض الترحيب به، في حين أن آخرين إدانة هذه الخطوة من جانب واحد. استدعت باستمرار صربيا سفرائها من الدول التي اعترفت كوسوفو، في الاحتجاج.

### الانضمام إلى الاتحاد الأوروبي
صربيا هي دولة مرشحة للانضمام للاتحاد الأوروبي وتقوم حاليا بمفاوضات مع الاتحاد من الاجل الانضمام. مرحلة المفاوضات تستغرق مدة ما بين 3 إلى 6 سنوات وتقوم الدولة المرشحة بالتفاوض على 33 بند من اجل رفع معايير الدولة في مجالات عدة مثل القضاء وحماية الطبيعة والتعليم إلى المعايير الأوروبية.
تهدف حكومة صربيا لانهاء المفاوضات بحلول عام 2018.
كان الاتحاد الأوروبي يضع في اعتباره التوسع في البلقان على الأقل منذ أواخر التسعينات. أصبحت المفاوضات جادة بعد أن بدأت صربيا في عملية الإصلاح بعد سقوط حكومة ميلوشيفيتش في عام 2000، في ذلك الوقت كجزء من جمهورية يوغوسلافيا الاتحادية (مع الجبل الأسود) عندها أعلن الاتحاد الأوروبي رسميا بأن دول البلقان هي المرشحين المحتملين لعضوية، وأكد في عام 2003. المفاوضات على اتفاق الاستقرار والشراكة بدأت في نوفمبر عام 2005. في مايو 2007، وصلت الأحزاب الصربية إلى اتفاق على تشكيل حكومة جديدة، ووضعت الرئيس بوريس تاديتش رئيسا لمجلس الأمن القومي تم إنشاؤه حديثا. في غضون أسابيع من إنشاء المجلس، تم القاء القبض على شخصين رئيسيتين من المتهمين بارتكاب جرائم حرب. ونتيجة لذلك، في 13 يونيو 2007، قرر الاتحاد الأوروبي لاستئناف المفاوضات تلقت صربيا مرتبة المرشح الكامل في 1 مارس 2013، وفي 28 يونيو 2013 وافق المجلس الأوروبي لفتح مفاوضات الانضمام مع صربيا. في ديسمبر 2013 وافق مجلس الاتحاد الأوروبي على فتح المفاوضات لانضمام صربيا، في يناير عام 2014. عقد أول مؤتمر حكومي دولي مع في 21 يناير مع في المجلس الأوروبي في بروكسل. قامت صربيا بفتح 8 بنود في التفاوض في عام 2016. يقول رئيس الوزراء الصربي اليكساندر فوتشيتش انه اخبر الرئيس الروسي بوتين ان الهدف الاستراتيجي لصربيا هو الانضمام إلى الاتحاد، ما يعني ان صربيا رغم علاقاتها الجيدة مع روسيا الاتحادية فهي تفضل الاتحاد الأوروبي.
أيد الانضمام 72% من الشعب عام 2003, لكن بسبب الأزمة الاقتضادية الحالية في أوروبا انخفض التأييد إلى 53% عام 2013. يؤيد الانضمام أيضا جميع الاحزاب والقوى السياسية تقريبا.

## الاقتصاد
يهيمن على الاقتصاد الصربي قطاع الخدمات التي تمثل 63.8٪ من الناتج المحلي الإجمالي، يليه قطاع الصناعة بنسبة 23.5٪ من الناتج المحلي الإجمالي، والزراعة ب12.7٪ من إجمالي الناتج المحلي. العملة الرسمية في صربيا هي الدينار الصربي، والبنك المركزي هو البنك الوطني لصربيا.
وقد تأثر الاقتصاد بالأزمة الاقتصادية العالمية. بعد ثماني سنوات من النمو الاقتصادي القوي (المتوسط 4.45 ٪ سنويا)، دخل اقتصاد صربيا في حالة ركود عام 2009 مع نمو سلبي ب -3٪ ومرة أخرى في عام 2012 ب -1.7٪. ولان الحكومة كانت تحارب آثار الأزمة الاقتصادية تضاعف الدين العام مدة 4 سنوات من 29.2٪ من الناتج المحلي قبل الأزمة إلى 61.5٪ حاليا.
عدد القوى العاملة في صربيا 2.96 مليون نسمة، منهم 58.6٪ يعملون في قطاع الخدمات، 21.9٪ في الزراعة و 19.5٪ في الصناعة. متوسط صافي الراتب الشهري في أغسطس 2013 كان 528 دولار أمريكي. لا تزال البطالة مشكلة حادة، بنسبة 20.1 ٪ في أكتوبر 2013.
منذ عام 2000، جذبت صربيا 25 مليار دولار امريكى من الاستثمارات الأجنبية المباشرة. من ابرز الشركات المستثمرة شركة فيات، سيمنس، بوش، ميشلان، كوكا كولا وكارلسبيرغ. وفي قطاع الطاقة، قام عمالقة الطاقة الروسية غازبروم ولوك أويل باستثمارات كبيرة في صربيا.
تتجاوز واردات الدولة صادراتها بمقدار الثلث. لكن مع ذلك، سجلت الصادرات نموا مستقرا في عامي 2012 و 2013.
البلاد لديها اتفاقية تجارة حرة مع رابطة التجارة الحرة الأوروبية (EFTA) واتفاقية التجارة الحرة لوسط أوروبا (CEFTA) ولديها أيضا نظام التجارة التفضيلية مع الاتحاد الأوروبي، ونظام الأفضليات المعمم مع الولايات المتحدة، واتفاقيات تجارة حرة فردية مع روسيا وبيلاروسيا وكازاخستان، وتركيا.

### الزراعة

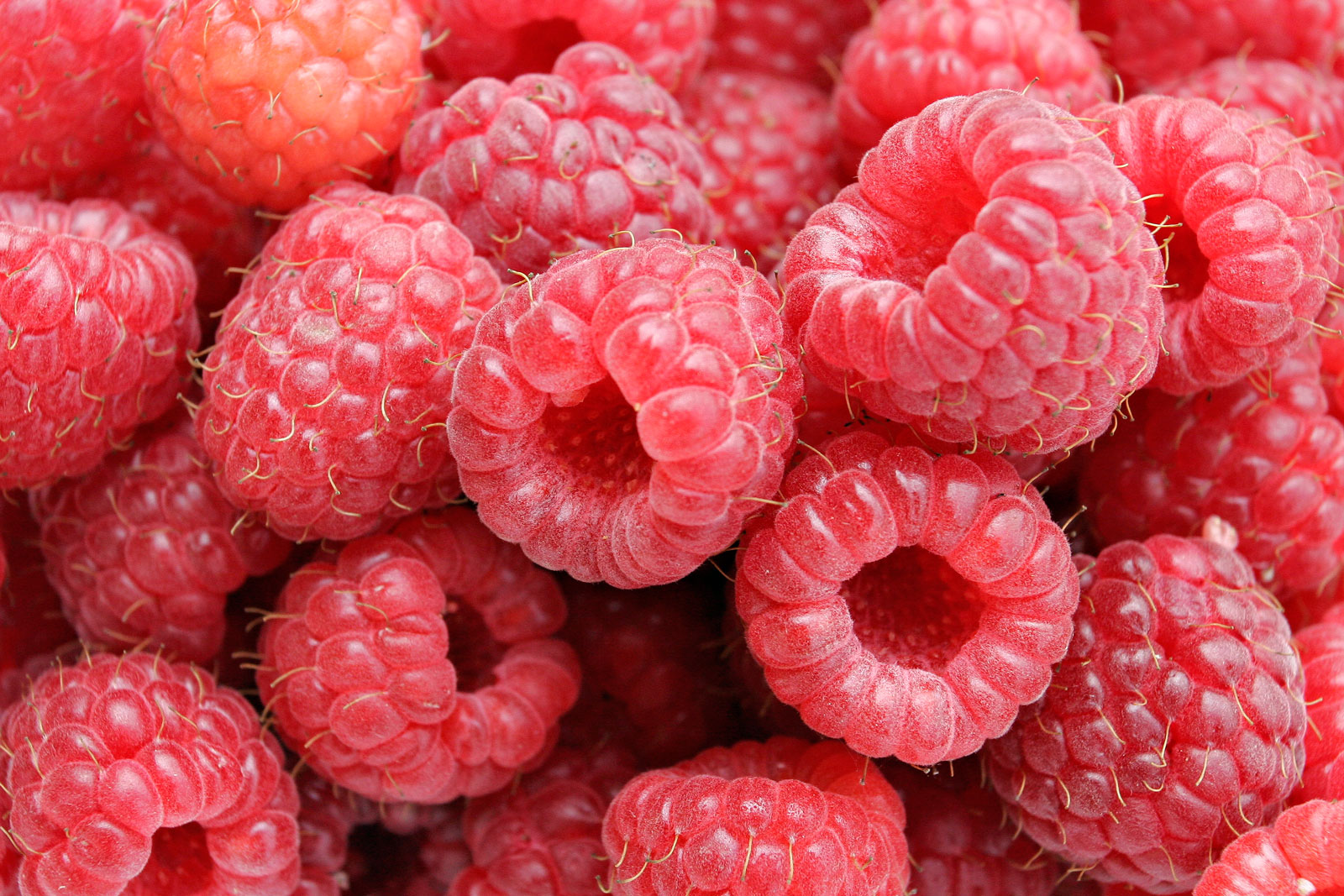
انتاج صربيا للتوت هو اعلى من انتاج الولايات المتحدة له

تتوفر في صربيا الظروف الطبيعية الملائمة جدا للإنتاج الزراعي المتنوع. في عام 2013 كانت قيمة الصادرات الغذائية والزراعية 2.8 مليار دولار. كما بلغت نسبة التصدير-الاستيراد 180٪. تشكل الصادرات الزراعية خمس مبيعات صربيا في السوق العالمية. صربيا هي أيضا واحدة من أكبر مزودي الفاكهة المجمدة للاتحاد الأوروبي (اكثرها للسوق الفرنسية ثم الألمانية). الإنتاج الزراعي هو الأبرز في فويفودينا المعروفة بخصبة أراضيها.
70 ٪ من الإنتاج الزراعي هو من حقول المحاصيل، و 30 ٪ هو من إنتاج الثروة الحيوانية. من الملفت للنظر أن صربيا (رغم صغر حجمها) هي ثاني أكبر منتج للخوخ في العالم (بعد الصين) وثالث أكبر منتج للتوت في العالم (بعد روسيا وبولندا). البلد هي أيضا منتج كبير للذرة (6,480,000 طن سنويا، في المرتبة ال32 في العالم) والقمح (2,070,000 طن، في المرتبة ال35 في العالم). منتجات زراعية أخرى هامة هي: عباد الشمس، وبنجر السكر وفول الصويا والبطاطا والتفاح ولحم البقر ولحم الدواجن والألبان.

### الصناعة

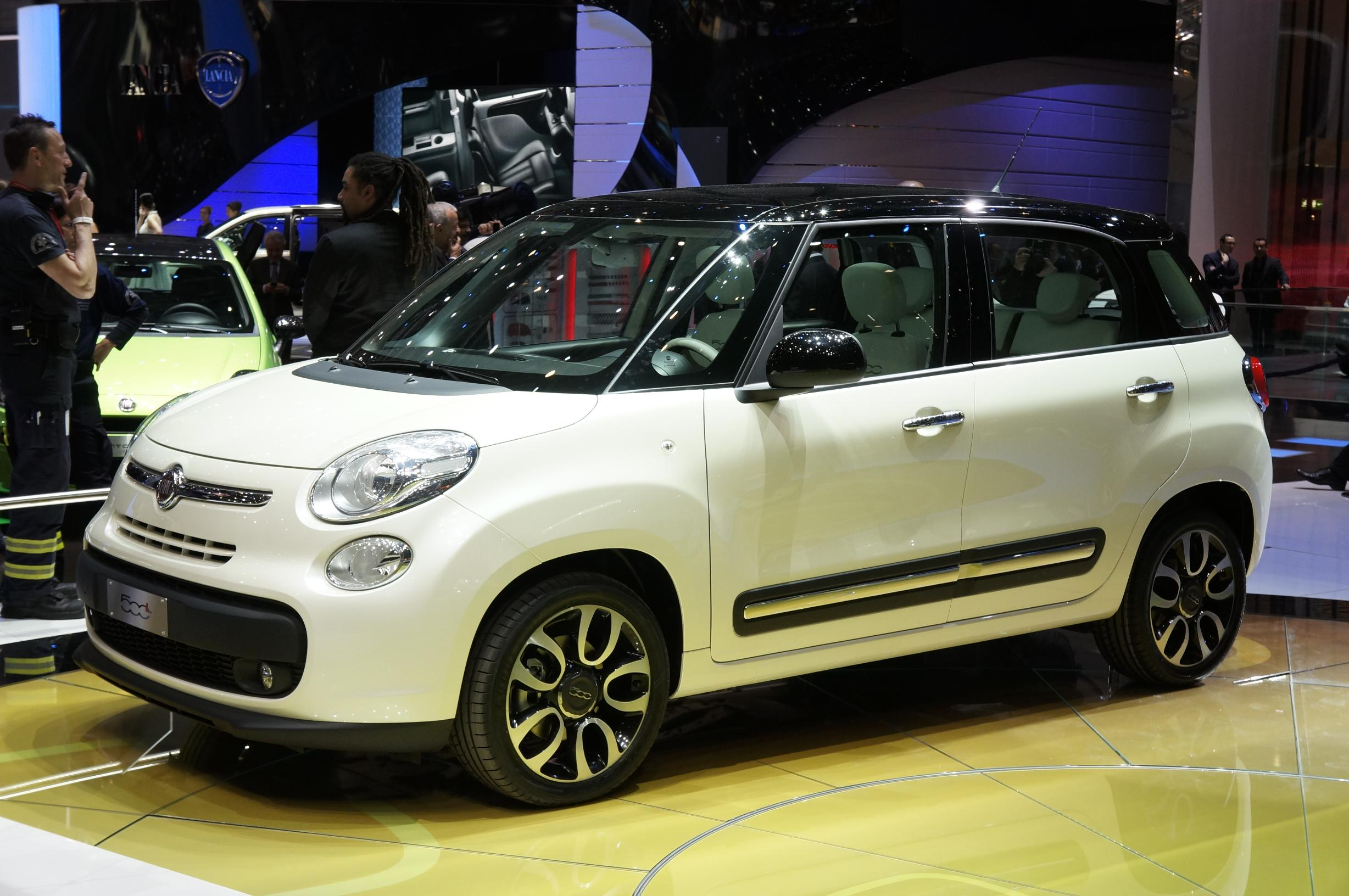
سيارة Fiat 500L تصنع في صربيا

قطاع الصناعة هو القطاع الاقتصادي الذي كان الأكثر تضررا من العقوبات والقصف في التسعينيات، وأيضا التحول إلى الرأسمالية خلال فترة ما بعد عام 2000. لذلك شهد الإنتاج الصناعي تقليصا حادا على مر السنين ففي عام 2013 بلغت الصناعة ما يقارب نصف ما بلغته عام 1989.
تشمل القطاعات الصناعية الرئيسية: السيارات (متمثلة بسيارات فيات)، والتعدين، والمعادن غير الحديدية، والأغذية، والالكترونيات، والأدوية، والملابس.
صربيا قوية نسبيا في صناعات التعدين فهي في المرتبة ال 18 عالميا (والسابعة في أوروبا) وتعد ثالث أكبر منتج للنحاس في أوروبا. صناعة المواد الغذائية هي أيضا معروفة عن صربيا (إقليميا ودوليا) وتعد واحدة من النقاط القوية للاقتصاد. بعض من العلامات التجارية الدولية التي أنشئت مصانع في صربيا : شركة بيبسي ونستله وكوكا كولا وهاينكن (Heineken) وكارلسبيرغ ونوردزكر (Nordzucker). صناعة الملابس والغزل والنسيج شهدت طفرة في السنوات الأخيرة باستثمارات كبيرة من قبل الشركات الأجنبية (مثل جيوكس وغيرها). كان لصناعة الالكترونيات في صربيا ذروتها في الثمانينات واليوم ليست سوى ثلث ما كان عليه في ذلك الوقت، ولكن شهدت شيئا من نهضة في العقد الماضي مع استثمارات شركات مثل شركة سيمنز الامانية وباناسونيك اليابانية وجورينيه (Gorenje) السلوفينية. صناعة الأدوية في صربيا تضم 20 شركة محلية، اكبرها «هيموفارم» (Hemofarm) و«غالينيكا» (Galenika). ويمثلان 80 ٪ من حجم الإنتاج للدولة. يغطي الإنتاج المحلي للأدوية أكثر من 60 ٪ من الطلب المحلي.

### النقل والمواصلات
تحتل صربيا موقع استراتيجي في مركز شبه جزيرة البلقان مما يجعلها مركزا مهما للنقل البري بين دول البلقان المجاورة إضافة لكونها مركزا للنقل البري تمر به طرقات هامة بين آسيا وأوروبا.تجتاز صربيا الخطوط الأوروبية E75,E65,E70,E662, E761, E762, E763, E771,E851.
إضافة للموقع البري المتميز تعتبر صربيا أحد بلاد الدانوب الذي يخترقها من الشرق للغرب مقسما البلاد لجزئين فويفودينا في الشمال وشومادييا في الجنوب ويعتبر نهر الدانوب مع رافده السافا الذي يلتقي به في بلغراد من أهم الطرق النهرية في أوروبا حيث يوفر إمكانية النقل النهري عبر السفن بين أوروبا واسيا.
هناك في صربيا العديد من المشاريع قيد الإنجاز فيما يتعلق بالطرق البرية إضافة لبناء الجسور الذي من أبرزها الجسر المقام في بلغراد على نهر السافا والذي تم افتتاحه في بداية عام 2012 إضافة لذلك يتم الآن بناء جسر بالقرب من زيمون على نهر الدانوب.
في صربيا اربع مطارات رئيسية في البلاد، مطار نيكولا تيسلا الدولي في بلغراد، مطار قسطنطين العظيم في نيش ومطار فرشاتس إضافة لمطار بريشتينا الدولي.
فيما يتعلق بشبكة الخطوط الحديدية تعتمد البلاد على شبكة كبيرة من الخطوط الحديدية تربط بين جميع المدن الرئيسية وحتى بعض المدن الصغيرة تم بناؤها في عهد الفيدرالية اليوغسلافية ويبلغ طول شبكة الخطوط الحديدية 4.092 كم منها 1724 مزودة
بالكهرباء.
في بلغراد كما في المدن الرئيسية يتم الاعتماد على نظام النقل الداخلي التابع لشركة النقل العام الحكومي GSP Beograd المكون بغالبه من الباصات العاملة على الوقود إضافة لوجود الباص (الترولوي) والقطار الكهربائي (الترامفاي) في بلغراد.
في بلغراد أيضا يوجد قطار نقل عام يربط بين مجموعة من الضواحي والمناطق السكنية الطرفية للمدينة مثل بانتشيفو ويطلق عليه السكان مترو بلغراد.

المواصلات في صربيا
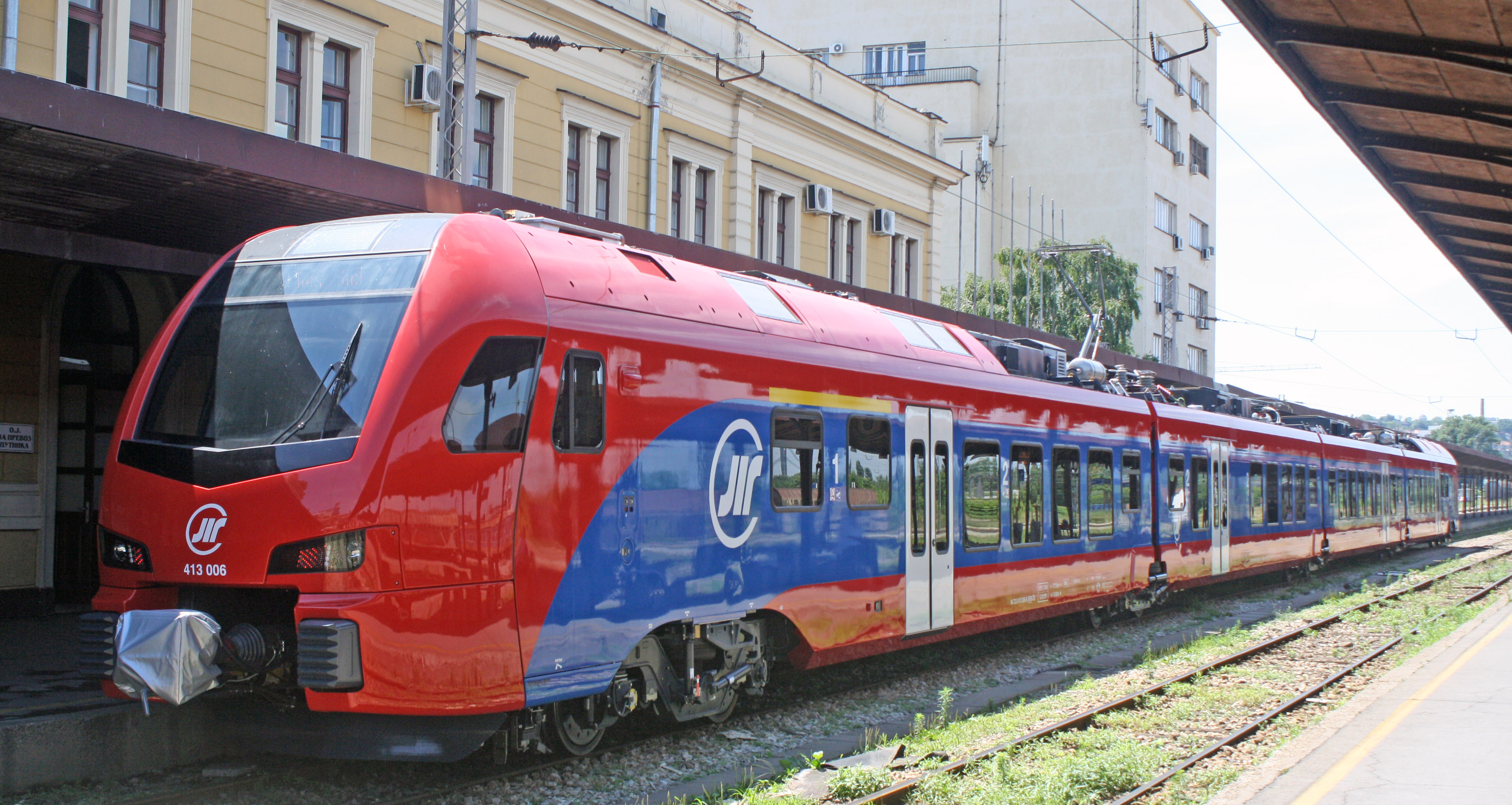
القطار الصربي
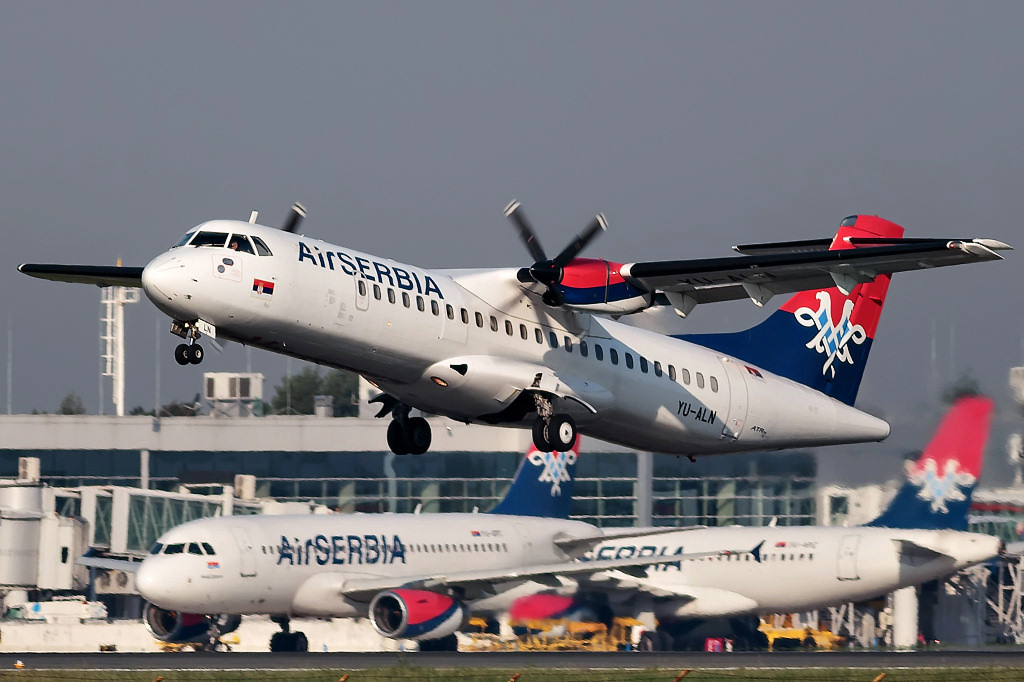
طائرات الطيران الصربي
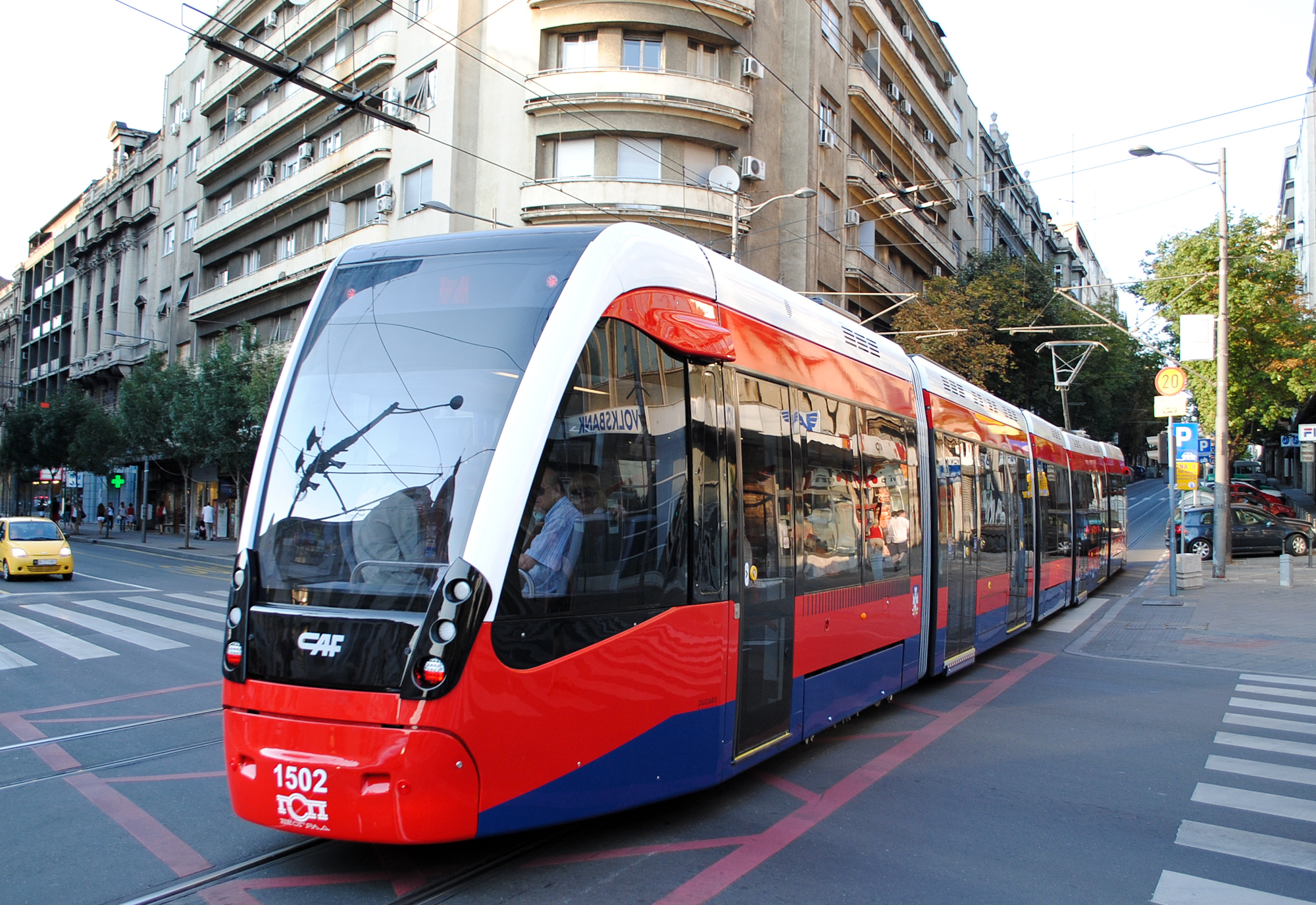
ترام بلجراد
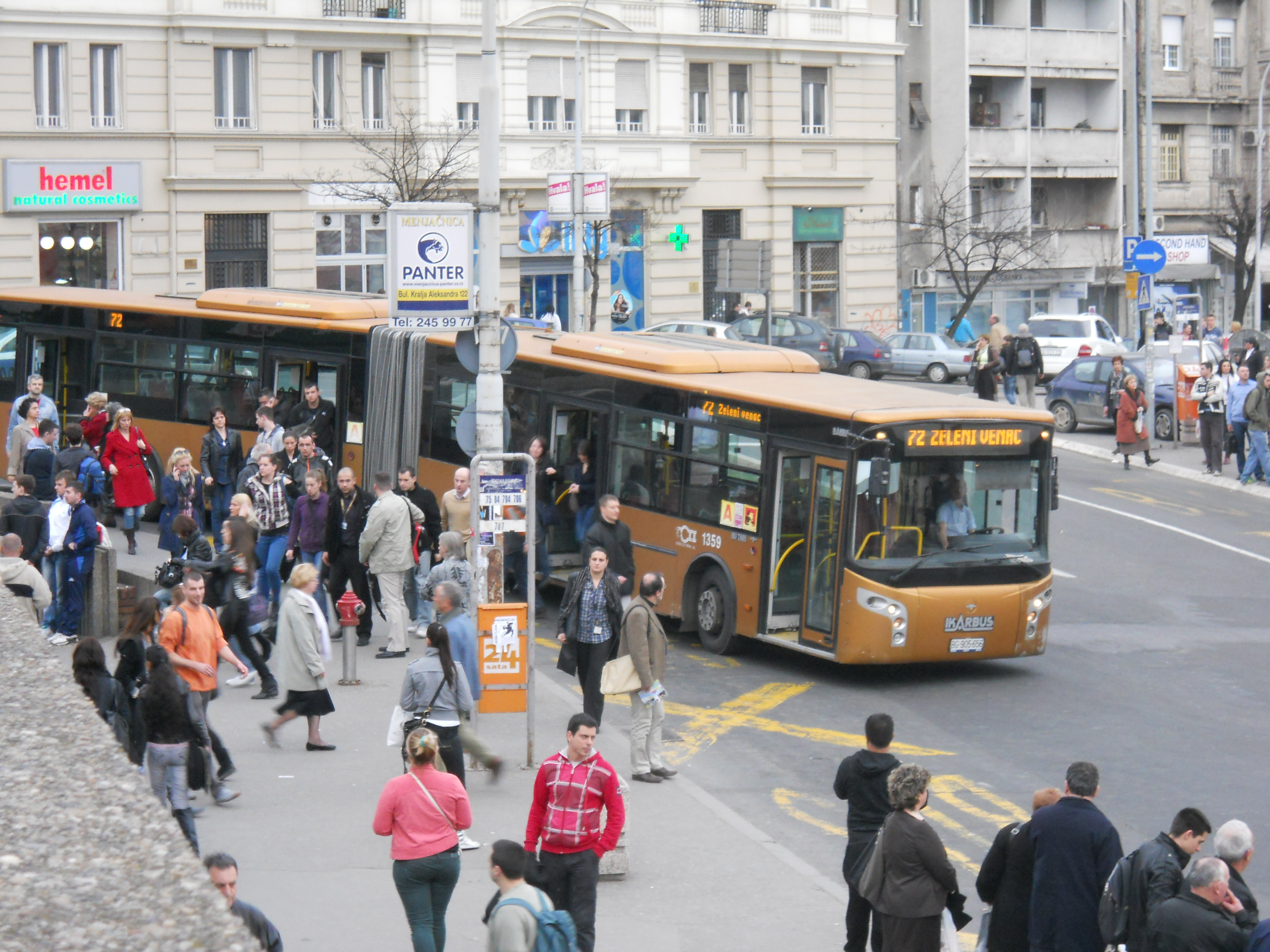
حافلات بلغراد

### السياحة
تعتمد بشكل رئيسي على القرى والجبال أي الريف الصربي. المناطق الأكثر شهرة هي جبال الزلاتيبور والكوباونيك والتارا. يوجد في صربيا العديد من الينابيع ذات المياه الساخنة التي تشكل موردا هاما للسياحة العلاجية مثل فرنياتشكا بانيا، نيشكا بانيا واوفتشار بانيا.
إضافة لذلك هناك المدن الرئيسية لصربيا مثل بلغراد ونوفي ساد ونيش وكراغوييفاتس. تعتبر صربيا من البلدان التي تتمتع بالحياة الليلية الصاخبة خصوصا في المدن الكبرى.
العديد من المهرجانات تقام سنويا مثل مهرجان البيرة ومهرجان العزف على البوق في غوتشا الذي يعتبر من أقوى المهرجانات في العزف في أوروبا بالإضافة إلى مهرجان exit الذي حصل على لقب «أفضل مهرجانات أوروبا الكبرى» لعام 2014 ومن أفضل 10 مهراجانات غنائية في العالم حسب صحيفة الغارديان.
ازدهرت السياحة بشكل كبير منذ انتهاء الحرب اليوغسلافية الأهلية وانفصال كوسوفو نتيجة وجود الامان الذي يعتبر صفة مميزة لجميع المناطق الصربية الآن.
وصل عدد السياح في صربيا عام 2007 ل 2.2 مليون سائح.

## التعليم في صربيا

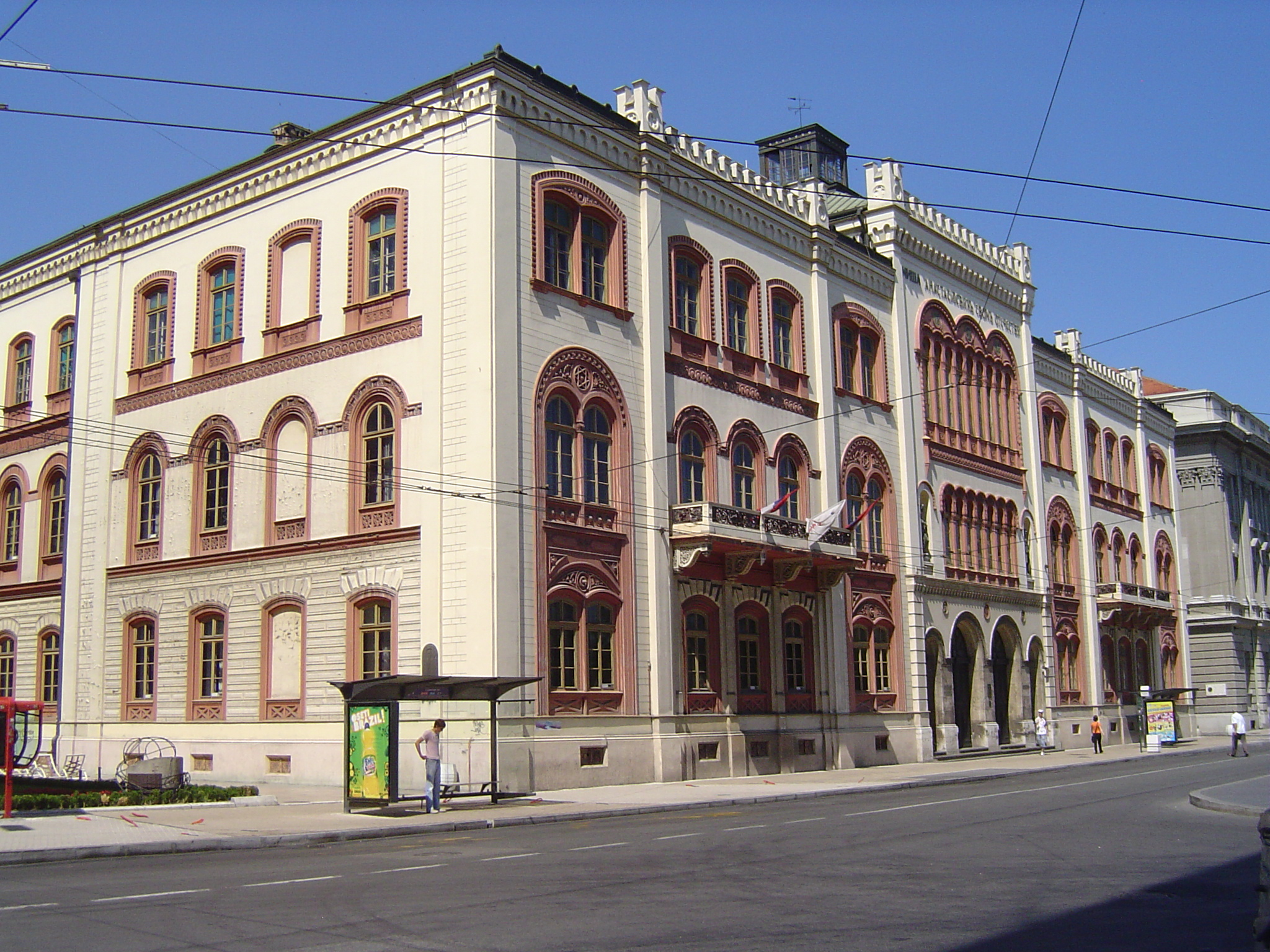
جامعة بلغراد, من أفضل 150 جامعة في العالم حسب تصنيفات قائمة شانغهاي

وفقا لتعداد عام 2011، معدل الإلمام بالقراءة والكتابة في صربيا هو 98%. وينظم التعليم في صربيا من قبل وزارة التربية والتعليم والعلوم. يبدأ التعليم في رياض الأطفال أو الابتدائية، يتكون التعليم الإلزامي من ثماني سنوات من المدرسة الابتدائية.
يتوفر أيضا التعليم الابتدائي والثانوي بلغات الأقليات المعترف بها في صربيا، حيث تقام دروس باللغة الهنغارية والسلوفاكية والألبانية والرومانية والبلغارية وكذلك البوسنية والكرواتية في مناطق تركزهم.
هناك 17 جامعة في صربيا، 8 جامعات منهم حكومية. الجامعات الحكومية في صربيا هي: جامعة بلغراد (الأقدم والتي تأسست في عام 1808 وهي ثالث أفضل جامعة في جنوب شرق أوروبا بعد جامعتي اثينا وسالونيك في اليونان) وهي واحدة من أفضل 150 جامعة موجودة في العالم، جامعة نوفي ساد (تأسست في عام 1960)، جامعة نيش (تأسست في عام 1965)، جامعة كراغوييفاتش (تأسست في عام 1976) وغيرهم.
وتشمل أكبر الجامعات الخاصة جامعتا «ميغاترند» (Megatrend) و «سينغيدنم» (Singidunum) في بلغراد، وجامعة «ايديوكونز»(Educons) في نوفي ساد. تعليم الجامعات الحكومية هو ذات جودة أفضل من الخاصة.
تنفق صربيا 0.64 ٪ من الناتج المحلي الإجمالي على البحث العلمي حسب عام 2012. لدى صربيا تاريخ طويل من التميز في الرياضيات وعلوم الحاسوب والتي خلقت تجمع قوي من المواهب الهندسية، لكن الاوضاع الاقتصادية خلال التسعينيات وقلة الاستثمار في مجال البحوث العلمية أجبرت العديد من المهنيين لمغادرة البلاد. مع ذلك، هناك العديد من المجالات التي لا تزال صربيا تتفوق مثل قطاع تكنولوجيا المعلومات الذي ولد 200 مليون دولار من الصادرات في عام 2011. وفي عام 2005 قامت عملاقة التكنولوجيا العالمية، مايكروسوفت بافتتحاح مراكز تطوير في بلغراد، وهي الرابعة فقط من من نوعها في العالم.
الدولة لديها أيضا تقليد عريق في المساهمة في مجال العلوم والتكنولوجيا مع العديد من العلماء المشهورين ابرزهم هو العالم المشهور والمعروف جدا نيكولا تسلا.
أنفقت صربيا 0.9% من الناتج المحلي الإجمالي على البحث العلمي في عام 2017، وهو أقل بقليل من المتوسط الأوروبي. حلّت صربيا في المرتبة 53 في مؤشر الابتكار العالمي في عام 2023، بعد أن كانت في المركز 57 في عام 2019، وما لبثت أن تقدّمت إلى المركز 52 في مؤشر عام 2024.

## القوات المسلحة

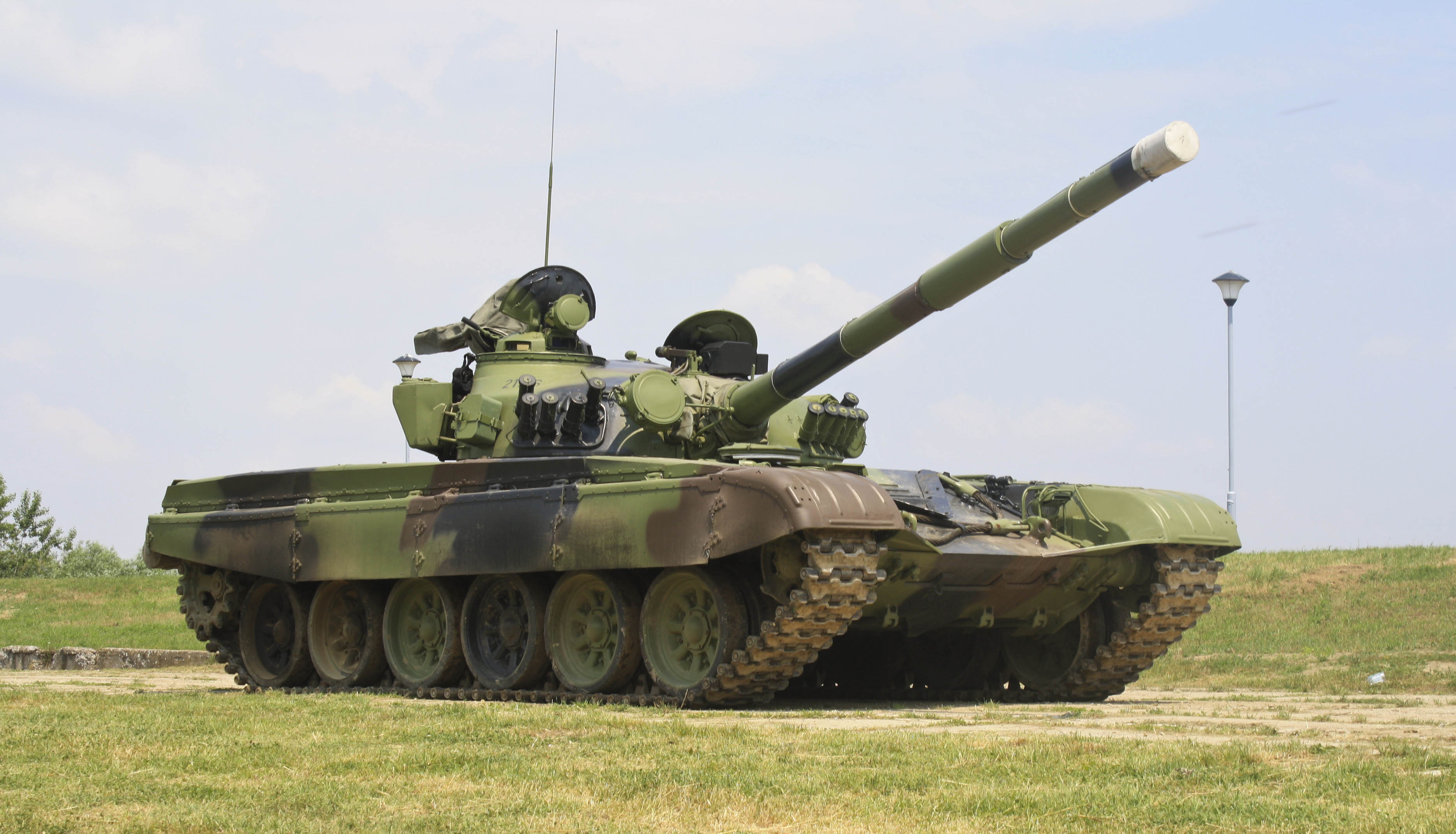
دبابة أم-84 مصنوعة محليا

القوات المسلحة هي تابعة لوزارة الدفاع، وتتكون من الجيش وسلاح الجو. على الرغم من أن البلاد غير ساحلية، تدير صربيا أسطول النهر الذي لديه دوريات على نهر الدانوب، السافا، وانهار تيسا.
رئيس هيئة الأركان العامة مكلف بادلاء التقارير الامنية إلى وزير الدفاع. ويتم تعيين رئيس الأركان من قبل رئيس الجمهورية الذي هو القائد العام للقوات المسلحة. اعتبارا من 2012، تبلغ ميزانية الدفاع الصربي 612 مليون دولار، أو ما يقدر ب 1.6 ٪ من الناتج المحلي الإجمالي للبلاد.
اعتمدت القوات الصربية تقليديا على العدد الكبير من المجندين، لكنها حاليا بعد فترة من التقليص وإعادة الهيكلة أصبحت قوات احترافية بالكامل. ألغي التجنيد الإلزامي في عام 2011. لدى القوات المسلحة الصربية 28,000 جندي نشط، يدعمهم 20,000 جندي احطياطي نشط وحوالي 170,000 جندي احطياطي غير نشط.
تشارك صربيا في برنامج الشراكة مع الناتو من اجل السلام (Partnership for peace program)، ولكن ليس لدى الدولة حاليا نية للانضمام إلى الحلف. كما وقعت البلاد ميثاق الاستقرار لجنوب شرق أوروبا .
القوات المسلحة الصربية تشارك في العديد من بعثات حفظ السلام الدولية، بما في ذلك نشر قوات في لبنان وقبرص وساحل العاج والكونغو وليبيريا.
صربيا هي منتج ومصدر كبير للمعدات العسكرية في المنطقة. وقد بلغت صادرات الدفاع حوالي 250 مليون دولار في عام 2011. تصدر صربيا المعدات العسكرية لجميع أنحاء العالم، لا سيما الشرق الأوسط وجنوب شرق آسيا، وأفريقيا وأمريكا الشمالية. وقد شهدت صناعة الدفاع نموا كبيرا على مر السنين ولا تزال تنمو سنويا.

## التركيبة السكانية

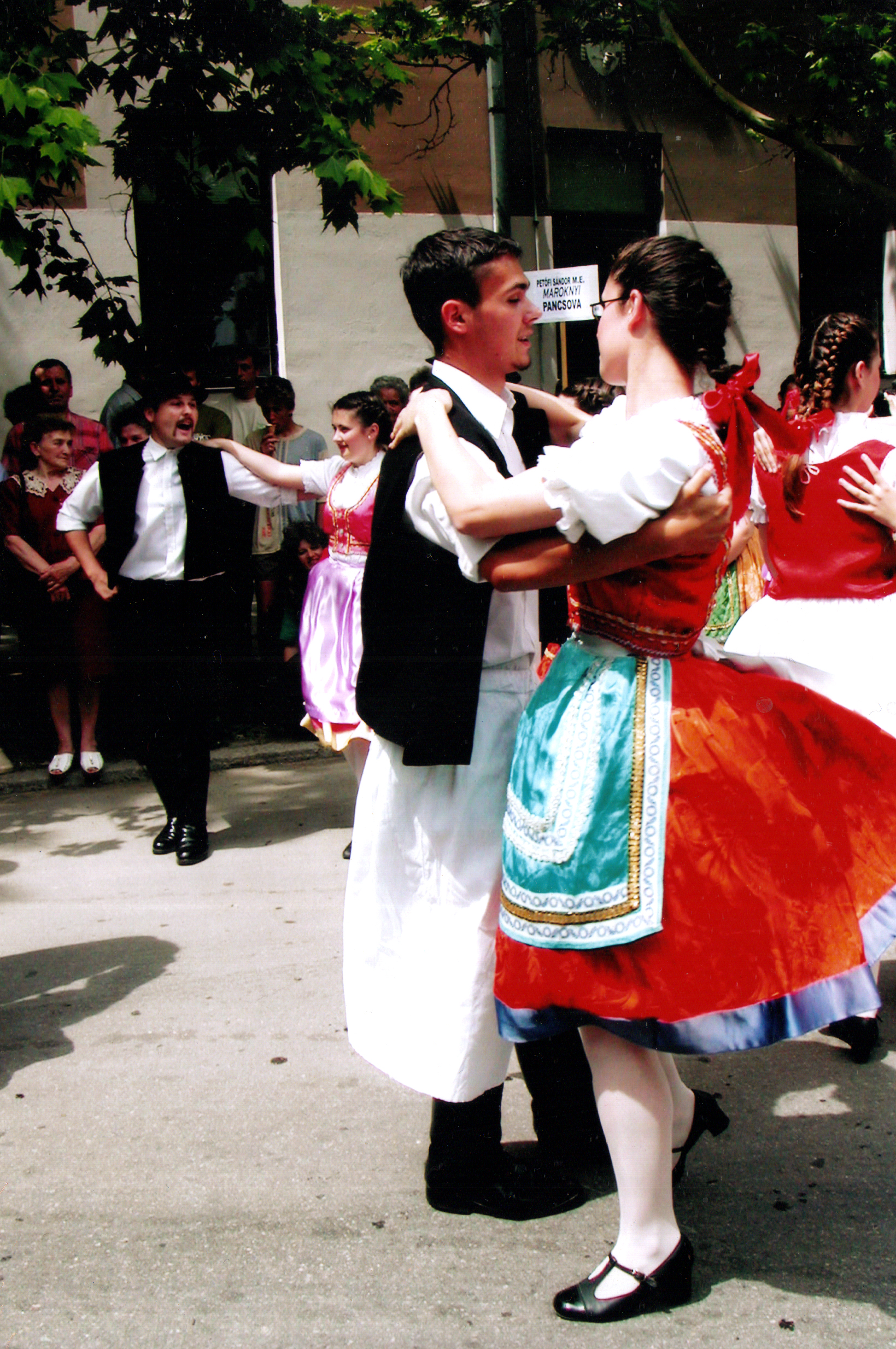
المجريون, أكبر طائفة بعد الصرب و يتركزون في الشمال

عام 2018 بلغ تعداد سكانها 7,001,444 مليون نسمة والكثافة السكانية العامة متوسطة حيث يبلغ 92.8 نسمة لكل كيلومتر مربع. لم تجر التعداد في كوسوفو الذي عقد التعداد الخاص الذي مرقمة مجموع سكانها على 1739825, باستثناء التي يسكنها الصرب شمال كوسوفو، والصرب من تلك المنطقة (حوالي 50,000) قاطعت التعداد.
صربيا في أزمة ديموغرافية حادة منذ بداية من 1990، ومعدل الوفيات قد تجاوز معدل باستمرار ولادته. انها واحدة من معدلات النمو السكاني الأكثر سلبية في العالم، لتحتل المرتبة 225 من أصل 233 بلدا وإقليما بشكل عام. معدل الخصوبة الكلي من 1.44 أطفال لكل أم، هي واحدة من أدنى المعدلات في العالم. صربيا يبلغ عدد سكانها الكلي القديم نسبيا (بين أقدم 10 في العالم)، مع متوسط سن 42.2 عاما . متوسط العمر المتوقع عند الولادة في صربيا هو 74.2 سنوات. خامسا من جميع الأسر تتكون من واحد فقط شخص وربع فقط من 4 وأكثر من شخص.
خلال 1990s، وتستخدم صربيا لديها أكبر عدد من اللاجئين في أوروبا اللاجئون والمشردون داخليا في صربيا شكلت بين 7٪ و 7.5٪ من سكانها - سعى نحو نصف مليون لاجئ اللجوء في البلاد التالية سلسلة من الحروب اليوغوسلافية، ومعظمهم من كرواتيا (وإلى حد أقل من البوسنة والهرسك) والنازحين من كوسوفو. وفي الوقت نفسه، يقدر أن 300,000 شخص يقم صربيا خلال 1990، 20٪ منها كان له أعلى التعليم.
الصرب مع 5988150 هي أكبر جماعة عرقية في صربيا، وهو ما يمثل 83.3٪ من مجموع السكان (باستثناء كوسوفو). ويبلغ عدد سكانها 253899، الهنغاريين هم أكبر أقلية عرقية في صربيا، تتركز في الغالب في شمال فويفودينا ويمثلون 3.5٪ من سكان البلاد (13٪ في فويفودينا). يقف السكان الغجر في 147604 وفقا لتعداد عام 2011، ولكنها تضع تقديرات غير رسمية عددهم الفعلي بين 400,000 و 500,000. البوشناق مع 145278 وثالث أكبر أقلية عرقية أساسا يسكنون منطقة راسكا في الجزء الجنوبي الغربي من البلاد. تشمل الأقليات الأخرى الكروات والسلوفاك، ألبان، الجبل الأسود، الفلاش والرومانيون والبلغار والمقدونيين. الصينيون والتي تقدر بحوالي 15,000، هم أقلية مهاجرة كبيرة فقط.
الغالبية العظمى من السكان، أو 59.7٪، يقيمون في المناطق الحضرية و 16.1٪ في بعض بلغراد وحدها. صربيا مدينة واحدة فقط مع أكثر من مليون نسمة، وأربعة مع أكثر من 100,000 نسمة.

### الديانة
يحدد دستور صربيا على أنها دولة علمانية مع الحرية الدينية مضمونة. صربيا هي واحدة من الدول الأوروبية المتنوعة دينيا، مع الأغلبية الأرثوذكسية الشرقية، والكاثوليكية والأقلية الإسلامية، من بين غيرها من الاعترافات أصغر.
مع المسيحيين الأرثوذكس 6079396 يشكلون 84.5٪ من سكان البلاد. الكنيسة الأرثوذكسية الصربية هي أكبر كنيسة والتقليدية للبلاد، والتي هي من أتباع ساحقة الصرب. وتشمل المجتمعات المسيحية الأرثوذكسية الأخرى في صربيا الجبل الأسود والرومانيون والفلاش والمقدونيين والبلغار. الروم الكاثوليك رقم 356957 في صربيا، أو ما يقرب من 5٪ من السكان، معظمهم في فويفودينا (وخاصة الجزء الشمالي) التي تعد موطنا لجماعات الاقليات العرقية مثل الهنغاريين والكروات، البنغال، فضلا عن بعض السلوفاك والتشيك. البروتستانتية حوالي 1٪ من سكان البلاد، وعلى رأسها بين السلوفاك في فويفودينا وكذلك بين المجريين الاصلاحي. وانضمت الكنيسة الكاثوليكية اليونانية بنحو 25,000 مواطني صربيا (0,37٪ من السكان)، ومعظمها بين الروسية في فويفودينا.
المسلمين، مع 222282 أو 3٪ من السكان، تشكل ثالث أكبر مجموعة دينية. الإسلام له اثر تاريخي قوي في المناطق الجنوبية من صربيا، في المقام الأول في جنوب راسكا. البوشناق هم أكبر جالية إسلامية في صربيا؛ تشير التقديرات إلى أن نحو ثلث الغجر البلاد هم من المسلمين.
لا يوجد سوى 578 يهودي بالإيمان في صربيا. اليهود من إسبانيا استقر في صربيا بعد اتباع الطرد من إسبانيا في أواخر القرن 15th. ازدهر المجتمع والتوصل إلى ذروة 33,000 قبل الحرب العالمية الثانية (منها ما يقرب من 90٪ يعيشون في بلغراد وفويفودينا). ومع ذلك، أدت الحروب التي اجتاحت المنطقة في وقت لاحق جزءا كبيرا من السكان الصربي اليهود الهجرة من البلاد. اليوم، وبلغراد الكنيس هو كنيس تعمل فقط، حفظها من قبل السكان المحليين خلال الحرب العالمية الثانية من دمار في أيدي النازيين. المعابد اليهودية الأخرى، مثل سوبوتيكا كنيس، التي كانت رابع أكبر بناء كنيس يهودي في أوروبا، ونوفي ساد كنيس، تم تحويلها إلى متاحف وفضاءات الفن.
مرقمة الملحدين 80053 أو 1.1٪ من السكان والإضافي 4,070 هم الملحدون.
| \| الديانة في صربيا \| الديانة في صربيا \| الديانة في صربيا \| الديانة في صربيا \| الديانة في صربيا \| \| ------------------------------ \| ------------------------------ \| ---------------- \| ---------------- \| ---------------- \| \| \| \| \| \| \| \| المسيحية الأرثوذكسية 6,371,584 \| المسيحية الأرثوذكسية 6,371,584 \| \| 84.98% \| 84.98% \| \| المسيحية الكاثوليكية 410,976 \| المسيحية الكاثوليكية 410,976 \| \| 5.48% \| 5.48% \| \| الإسلام 239,658 \| الإسلام 239,658 \| \| 3.20% \| 3.20% \| \| المسيحية البروتستانتية 80,837 \| المسيحية البروتستانتية 80,837 \| \| 1.08% \| 1.08% \| \| ديانات اخرى 20,556 \| ديانات اخرى 20,556 \| \| 0.27% \| 0.27% \| \| غير معلنة 334,322 \| غير معلنة 334,322 \| \| 4.46% \| 4.46% \| \| علمانية 40,068 \| علمانية 40,068 \| \| 0.53% \| 0.53% \| |                                |  |        |        |
| الديانة في صربيا |                                |  |        |        |
| |                                |  |        |        |
| المسيحية الأرثوذكسية 6,371,584 | المسيحية الأرثوذكسية 6,371,584 |  | 84.98% | 84.98% |
| المسيحية الكاثوليكية 410,976 | المسيحية الكاثوليكية 410,976   |  | 5.48%  | 5.48%  |
| الإسلام 239,658 | الإسلام 239,658                |  | 3.20%  | 3.20%  |
| المسيحية البروتستانتية 80,837 | المسيحية البروتستانتية 80,837  |  | 1.08%  | 1.08%  |
| ديانات اخرى 20,556 | ديانات اخرى 20,556             |  | 0.27%  | 0.27%  |
| غير معلنة 334,322 | غير معلنة 334,322              |  | 4.46%  | 4.46%  |
| علمانية 40,068 | علمانية 40,068                 |  | 0.53%  | 0.53%  |

### اللغات
اللغة الرسمية هي الصربية، عضو في مجموعة من اللغات السلافية الجنوبية، وهي اللغة الام ل88٪ من السكان. الصربية هي اللغة الأوروبية الوحيدة التي تستعمل أبجديات بشكل نشط، باستخدام كل من الأبجدية السيريلية واللاتينية. ولقد ابتكرت الصربية السيريلية في عام 1814 من قبل الصربي فوك كارادجيتش، الذي خلق الأبجدية على مبدا اكتب كما تقرا.
لغات الأقليات المعترف بها هي: المجرية والسلوفاكية والألبانية والرومانية والبلغارية والروسينية وكذلك البوسنية والكرواتية اللتان المتبادلة مفهومتان بشكل متبادل مع الصربية. كل اللغات التالية قيد الاستخدام الرسمي في البلديات أو المدن حيث يعيش أكثر من 15٪ من السكان من أقلية قومية. في فويفودينا، تستخدم الإدارة المحلية، إلى جانب الصربي، خمس لغات أخرى (المجرية والسلوفاكية والكرواتية والرومانية والروسينية).

## الجغرافيا
تقع في مفترق الطرق بين وسط وجنوب أوروبا، وجدت صربيا في شبه جزيرة البلقان وبانونيا عادي. صربيا تقع بين خطي عرض 41 درجة و 47 درجة شمالا، وخطي طول 18 ° ويغطي 23 ° E. هذا البلد ما مجموعه 88361 كيلومتر مربع (بما في ذلك كوسوفو)، الأمر الذي يضعها في مكان 113th في العالم. على طول الحدود إجمالي يبلغ 2,027 كم (ألبانيا 115 كم، والبوسنة والهرسك 302 كم، بلغاريا 318 كم، كرواتيا 241 كم، المجر 151 كم، مقدونيا 221 كم، الجبل الأسود 203 كم ورومانيا 476 كم). [94] كل من صربيا الحدود مع ألبانيا، وأجزاء من الحدود مع مقدونيا، والجبل الأسود، هي تحت سيطرة البعثة.
يغطي بانونيا عادي الثلث الشمالي من البلاد (أساسا فويفودينا وMačva) في حين أن الطرف الشرقي من صربيا يمتد إلى Wallachian عادي. التضاريس من الجزء الأوسط من البلاد، مع منطقة Šumadija في قلبها، يتكون أساسا من تلال تتخللها الأنهار. الجبال تهيمن على الثلث الجنوبي من صربيا. ديناريك جبال الألب تمتد في الغرب والجنوب الغربي بعد تدفق نهري درينا وإيبار. جبال الكاربات والبلقان جبال تمتد في اتجاه الشمال والجنوب في شرق صربيا. [95] الجبال القديمة في الزاوية الجنوبية الشرقية من البلاد تنتمي إلى نظام تعقب الاتجار بالسلع المشبوهة-جبل رودوبي. ويتراوح الارتفاع من ذروة Midžor من جبال البلقان في 2,169 متر (أعلى قمة في صربيا، باستثناء كوسوفو) إلى أدنى نقطة فقط من 17 م قرب نهر الدانوب في براهوفو. [96]

### المناخ
صربيا هي واحدة من عدد قليل من البلدان الأوروبية مع التعرض عالية جدا خطر على المخاطر الطبيعية (الزلازل والعواصف والفيضانات والجفاف). [97] مناخ صربيا تحت تأثيرات اليابسة من أوروبا وآسيا والمحيط الأطلسي والبحر الأبيض المتوسط. مع متوسط درجات الحرارة في يناير حوالي 0 درجة مئوية (32 درجة فهرنهايت)، ومتوسط درجات الحرارة في يوليو 22 °C (72 °F)، فإنه يمكن تصنيفها إلى مناخ شبه استوائي رطب. [98] في الشمال، والمناخ القاري أكثر، مع شتاء بارد وصيف حار ورطب على طول مع أنماط هطول الأمطار توزيعا جيدا. في الجنوب، الصيف والخريف هي أكثر جفافا، والشتاء وباردا نسبيا، مع تساقط الثلوج الغزيرة الداخلية في الجبال. الاختلافات في الارتفاع، وقربها من البحر الأدرياتيكي وأحواض الأنهار الكبيرة، وكذلك التعرض للرياح تمثل تغيرات المناخ. [99] جنوب صربيا يخضع لتأثيرات البحر الأبيض المتوسط. [100] ومع ذلك، فإن جبال الألب الدينارية وسلاسل الجبال الأخرى المساهمة لتبريد معظم الكتل الهوائية الدافئة. الشتاء القاسية جدا في هضبة الإلحاح، بسبب الجبال التي تطوق ذلك. [101] واحدة من السمات المناخية صربيا هو Košava، والرياح الباردة وعاصف جدا الجنوبي الشرقي الذي يبدأ في جبال الكاربات ويلي نهر الدانوب شمال غرب من خلال بوابة الحديد حيث يكسب تأثير طائرة ويستمر في بلغراد ويمكن أن ينتشر جنوبا حتى نيش. [102]
متوسط درجة حرارة الهواء السنوية للفترة 1961-1990 للمنطقة على ارتفاع يصل إلى 300 متر (984 قدم) هي 10.9 درجة مئوية (51.6 درجة فهرنهايت). المناطق التي يتراوح ارتفاعها بين 300 و 500 متر (984 إلى 1,640 قدم) لديها متوسط درجة الحرارة السنوية نحو 10.0 درجة مئوية (50.0 درجة فهرنهايت)، وأكثر من 1,000 متر (3,281 قدم) من علو حوالي 6.0 °C (42.8 °F). [103] وكانت أدنى درجة حرارة سجلت في صربيا -39.5 درجة مئوية (-39.1 درجة فهرنهايت) في 13 كانون الثاني عام 1985، Karajukića Bunari في الإلحاح، وكان أعلى مستوى 44.9 درجة مئوية أو 112.8 °F، في 24 يوليو 2007، سجلت في Smederevska بالانكا. [104]

### الهيدرولوجيا
تقريبا كل الأنهار في أوروبا تصب في البحر الأسود، عن طريق نهر الدانوب. نهر الدانوب، ثاني أكبر أنهار أوروبا، يمر عبر صربيا مسافة 588 كيلومترا (21٪ من طوله الكلي) ويمثل أكبر مصدر البلاد من المياه العذبة. وانضم من قبل أكبر روافده، ومورافا الكبير (أطول انهار تماما في صربيا مع 493 كم من طول)، سافا وتيسا الأنهار. [105] واحد الاستثناء الملحوظ هو Pčinja الذي يصب في بحر إيجه.
بسبب تكوين التضاريس والبحيرات الطبيعية هي متفرق والصغيرة؛ وتقع معظمها في فويفودينا، مثل بحيرة جليدية باليتش (تغطي 6 كيلو متر مربع، وهي أكبر بحيرة طبيعية البلاد) أو العديد من البحيرات على طول أوكسبو تدفقات الأنهار (مثل Zasavica وكارسكا بارا). ومع ذلك، هناك العديد من البحيرات الصناعية، ومعظمها بسبب السدود الكهرومائية، (ويشارك مساحة إجمالية قدرها 253 كيلومترا مربعا ورومانيا) أكبر كائن Đerdap على نهر الدانوب مع 163 كيلومتر مربع على الجانب الصربي فضلا عن أعمق (مع أقصى عمق من 92 متر). Perućac على نهر درينا، وVlasina. أكبر شلال، Jelovarnik، وتقع في كوباونيك، هو 71 مترا. [106]
وفرة المياه السطحية غير الملوثة نسبيا والعديد من مصادر المياه الطبيعية والمعدنية الجوفية نوعية المياه عالية تقدم فرصة لتحسين الصادرات والاقتصاد؛ لكن والاستغلال وإنتاج المياه المعبأة في زجاجات أكثر اتساعا بدأ مؤخرا فقط.

### البيئة

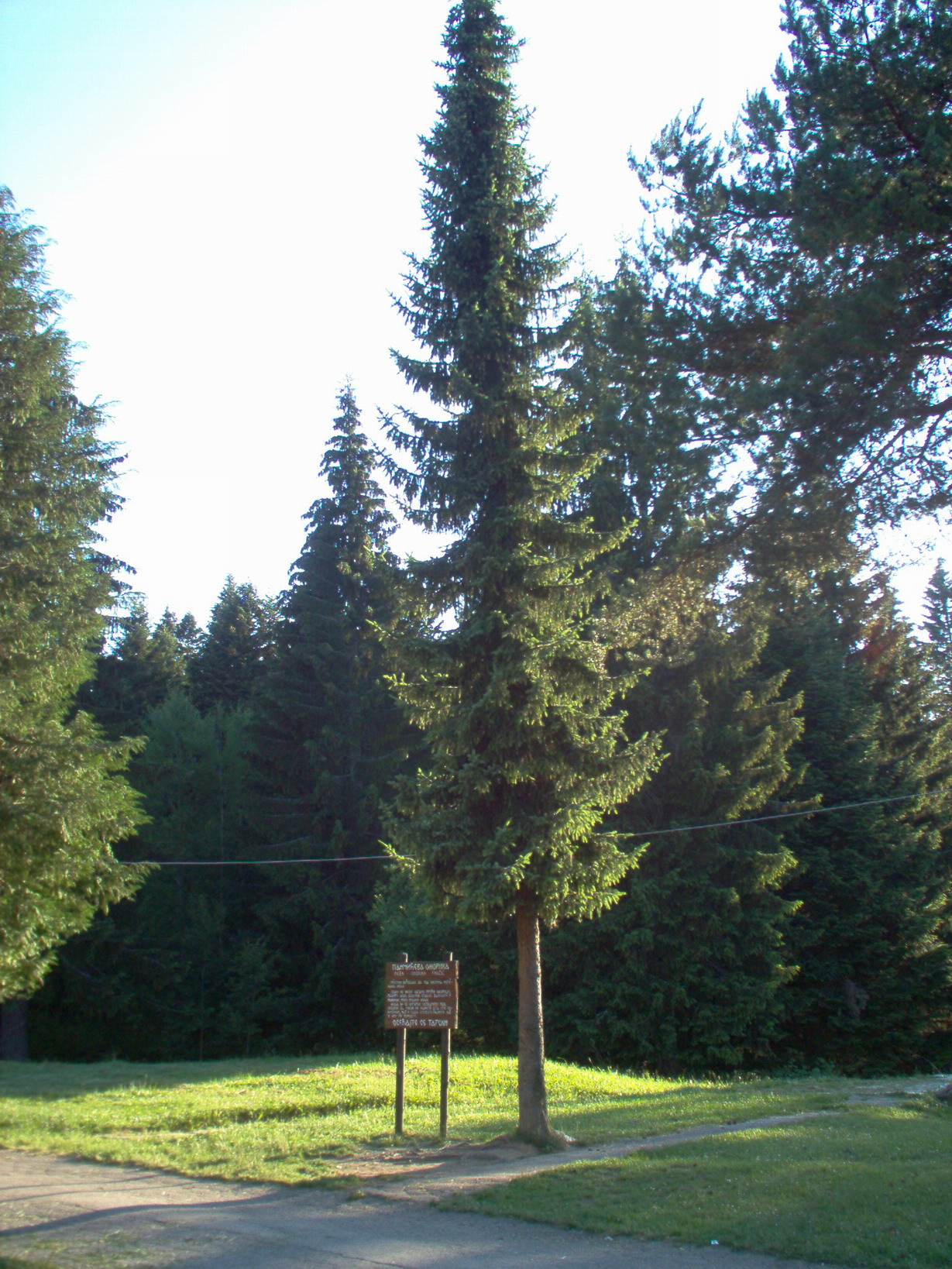
شجرة التنوب الصربية المستوطنة في بارك تارا الوطنية

مع 29.1٪ من أراضيها التي تغطيها الغابات، وتعتبر صربيا أن تكون بلدا في منتصف الغابات. تغطية الغابات هي، إذا ما قورنت على نطاق عالمي، على غرار تغطية الغابات العالم الذي يمثل 30٪، ولكنها أقل قليلا من المتوسط الأوروبي 35٪. وتبلغ المساحة الإجمالية للغابات في صربيا هي hа 2252000 (1194000 hа أو 53٪ مملوكة للدولة، ومملوكة للقطاع الخاص 1058387 hа أو 47٪) أو 0.3 هكتار للفرد الواحد. الأشجار الأكثر شيوعا هي البلوط، الزان، الصنوبر والتنوب.
صربيا بلد من بيئي غني وتنوع الأنواع - تغطي 1.9٪ فقط من الأراضي الأوروبية بأكملها صربيا هي موطن 39٪ من النباتات الوعائية الأوروبية، و 51٪ من الحيوانات الأسماك الأوروبية، و 40٪ من الزواحف والحيوانات البرمائية الأوروبي، 74٪ من الحيوانات الطيور الأوروبية، و 67٪ حيوانات الثدييات الأوروبية. وفرة من الجبال والأنهار تجعل من بيئة مثالية لمجموعة متنوعة من الحيوانات، وكثير منها محمية بما في ذلك الذئاب والوشق والدببة والثعالب والغزلان. جبل تارا في غرب صربيا هي واحدة من المناطق الأخيرة في أوروبا، حيث يمكن للدببة ما زالوا يعيشون في حرية مطلقة. صربيا هي أيضا موطن لحوالي 380 نوعا من الطيور، بما في ذلك النسر الإمبراطوري، والحبارى كبيرة، وكريك الذرة و وpochard مدغشقر. في كارسكا بارا، وهناك أكثر من 300 نوعا من الطيور على بضعة كيلومترات مربعة. يعتبر أوفاتش خانق واحدة من الموائل مشاركة من نسر أبيض الرأس في أوروبا.

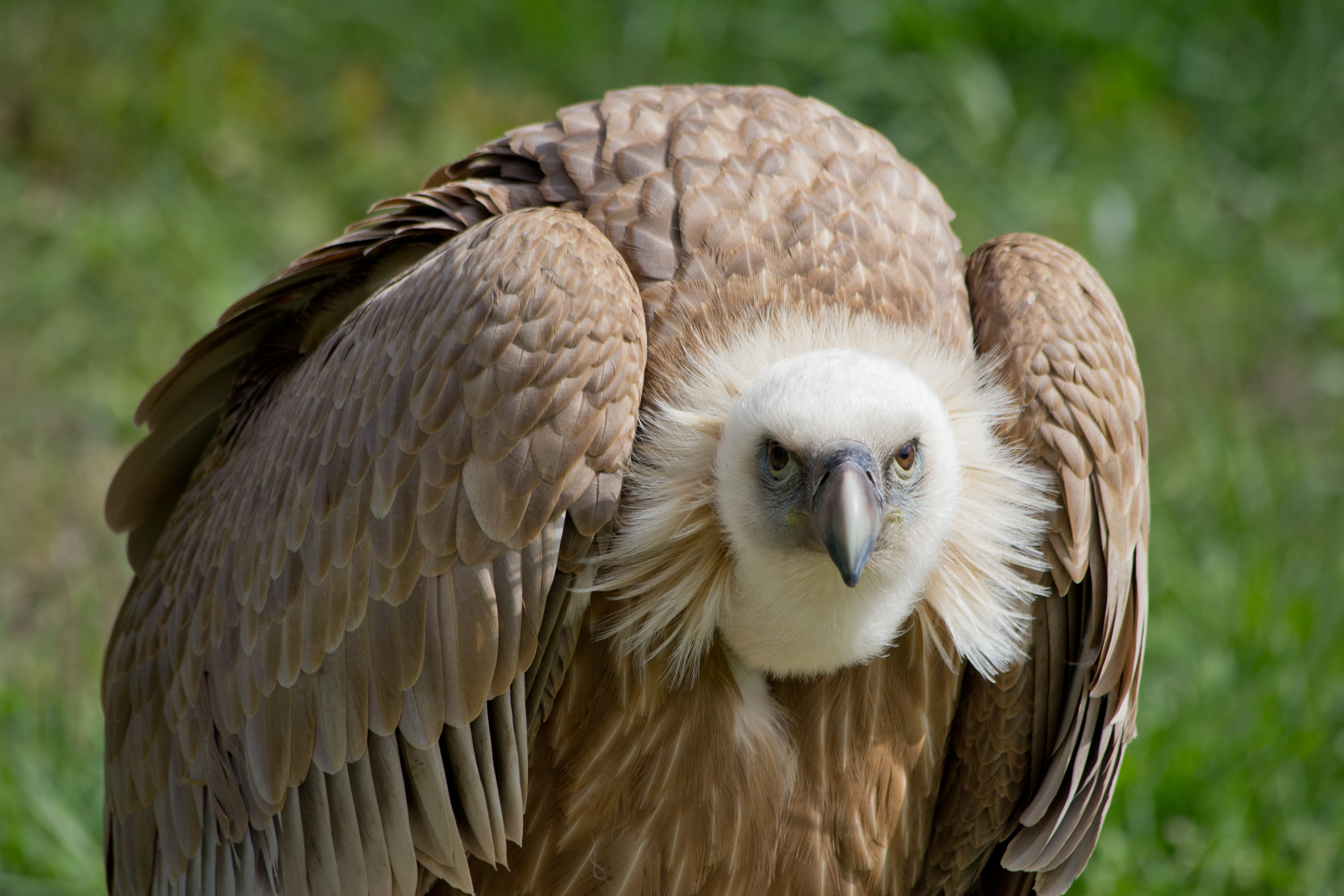
الأبيض الرأس العقاب يبقى حول أوفاتش خانق

هناك 377 المناطق المحمية من صربيا، وتشمل 4,947 كيلومتر مربع أو 6.4٪ من مساحة البلاد. «خطة المكانية لجمهورية صربيا» على أن إجمالي المساحة المحمية ينبغي أن تكون زيادة إلى 12٪ بحلول 2021. وتشمل هذه المناطق المحمية 5 المتنزهات الوطنية (Đerdap، تارا، كوباونيك، غورا Fruska وسار جبل)، 15 الحدائق الطبيعية، 15 «المناظر الطبيعية من السمات البارزة»، 61 المحميات الطبيعية، والمعالم الطبيعية 281.
تلوث الهواء مشكلة كبيرة في منطقة بور، بسبب أعمال التعدين كبير النحاس ومجمع الصهر وبانتشيفو حيث مقر صناعة النفط والبتروكيماويات. بعض المدن تعاني من مشاكل إمدادات المياه، وذلك بسبب سوء الإدارة وانخفاض الاستثمارات في الماضي، فضلا عن تلوث المياه (مثل تلوث نهر إيبار من تربتشا الزنك والرصاص combinate، مما يؤثر على مدينة كرالييفو، أو وجود الزرنيخ الطبيعي في المياه الجوفية في زرنيانين). تم التعرف سوء إدارة النفايات واحدة من المشاكل البيئية الأكثر أهمية في صربيا وإعادة التدوير هو نشاط الوليدة، مع 15٪ فقط من النفايات كونها تعود إلى الوراء لإعادة استخدامها. تسبب وقصف حلف شمال الأطلسي 1999 أضرار جسيمة على البيئة، مع العديد من ألف طن من المواد الكيميائية السامة المخزنة في المصانع والمصافي المستهدفة تطلق في التربة ومياه الأحواض.

## التعليم والعلوم

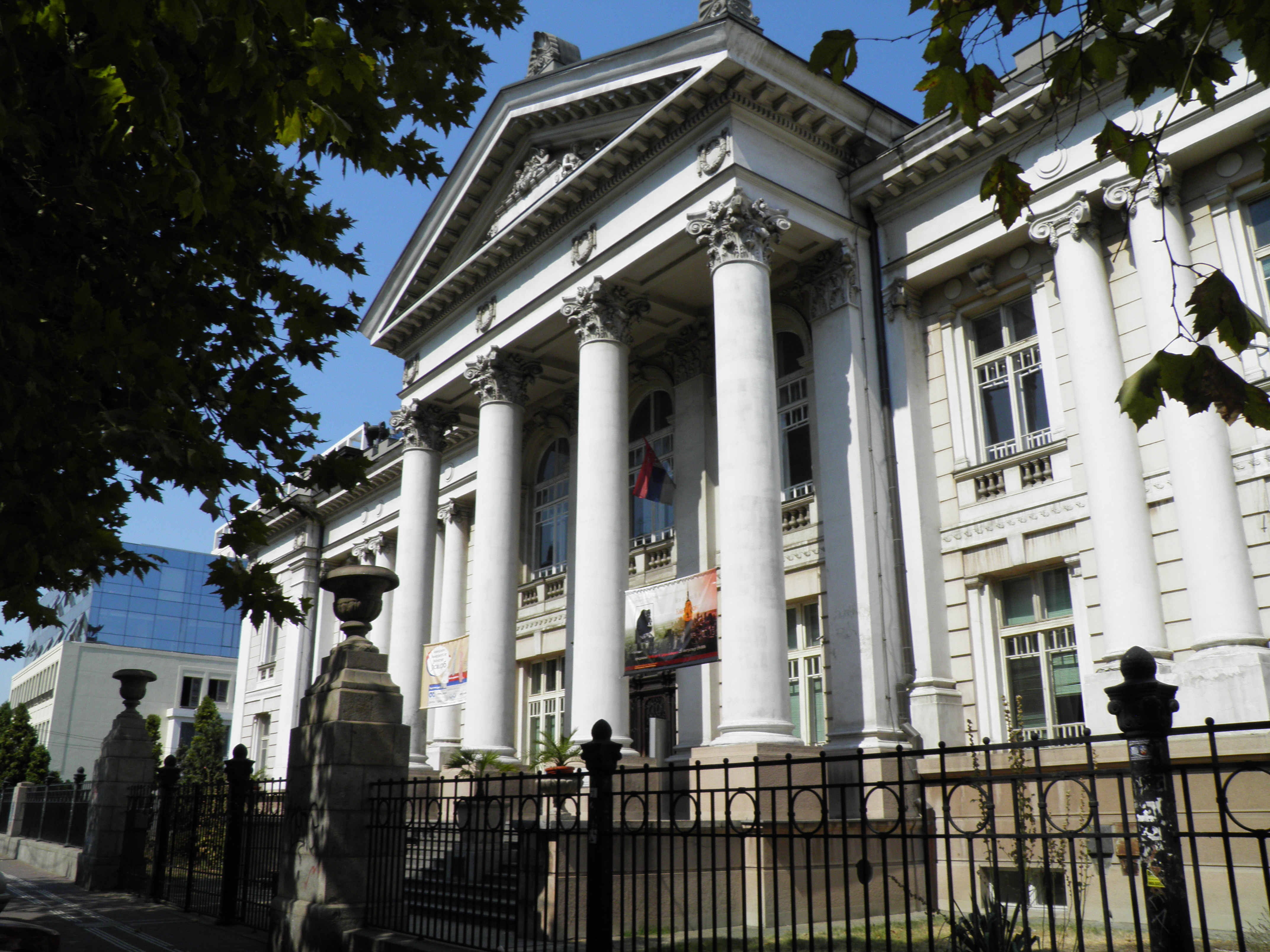
في مكتبة جامعة بلغراد

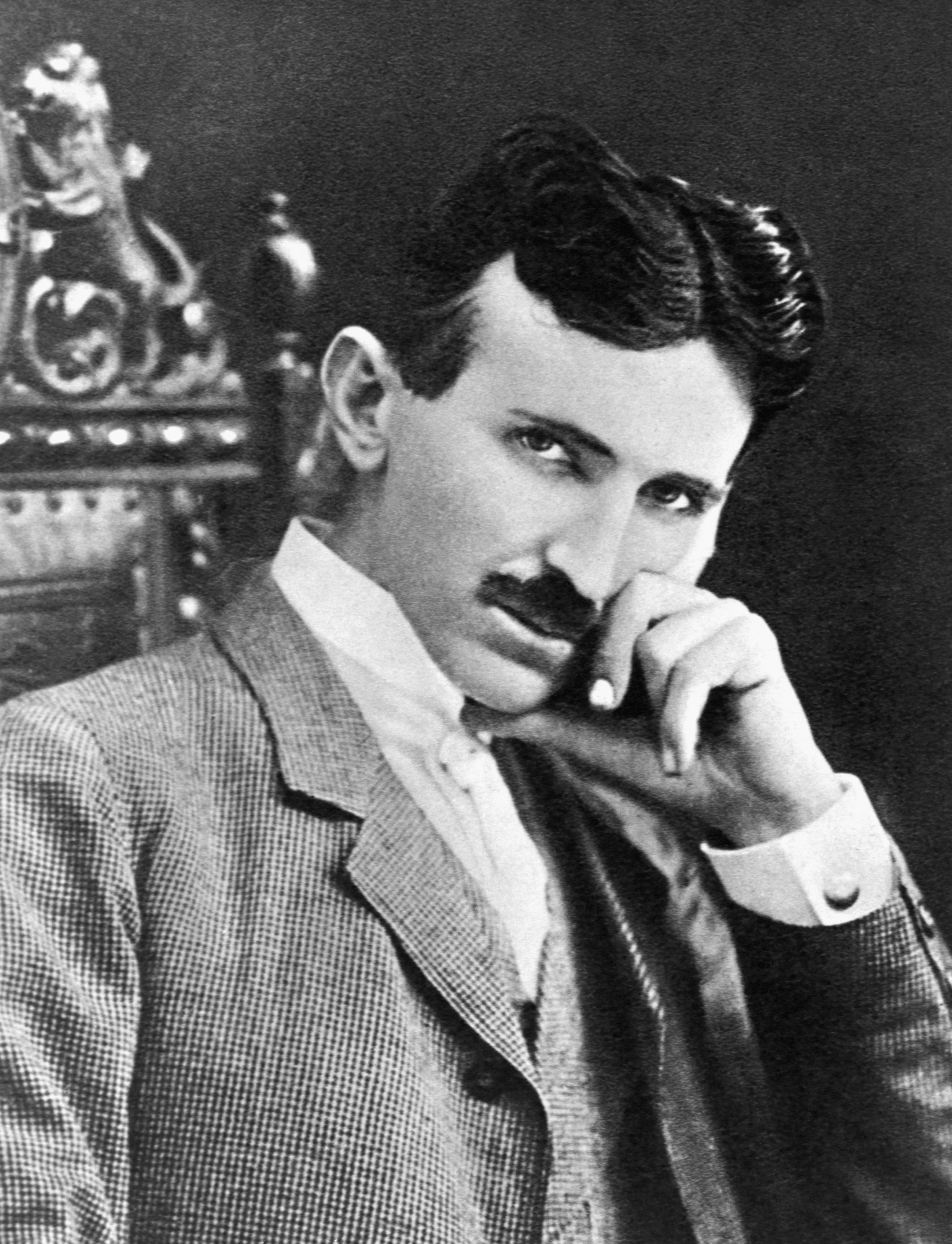
نيكولا تيسلا, العالم الفيزيائي المعروف كان صربي الاصل

وحسب تعداد عام 2011، ومحو الأمية في صربيا يبلغ 98٪ من السكان بينما هي في محو الأمية الحاسوبية 49٪ (كاملة محو الأمية الحاسوبية هي في 34.2٪) أظهرت . نفس تعداد المستويات التالية التعليم: 16.2٪ من السكان لديهم التعليم العالي (10.6٪ لديهم البكالوريوس أو درجة الماجستير و 5.6٪ لديهم درجة الزميلة)، 49٪ والتعليم الثانوي و 20.7٪ لديها التعليم الابتدائي، وقد 13.7٪ لم يكملوا تعليمهم الابتدائي.
وينظم التعليم في صربيا من قبل وزارة التعليم والعلوم. التعليم تبدأ في أي من رياض الأطفال أو المدارس الابتدائية. الأطفال الانخراط في المدارس الابتدائية في سن السابعة. يتكون التعليم الإلزامي من ثماني درجات من المدرسة الابتدائية. الطلاب لديهم الفرصة لحضور القاعات الرياضية والمدارس المهنية لأربع سنوات أخرى، أو على الانخراط في التدريب المهني لمدة 2 إلى 3 سنوات. بعد الانتهاء من القاعات الرياضية أو المدارس المهنية، والطلاب لديهم الفرصة لحضور الجامعة. التعليم الابتدائي والثانوي وتتوفر أيضا في لغات الأقليات المعترف بها في صربيا، حيث تقام دروس في المجرية والسلوفاكية والألبانية والرومانية، الروسية، البلغارية فضلا عن اللغات البوسنية والكرواتية.
هناك 17 جامعة في صربيا (ثماني جامعات العامة مع إجمالي عدد 85 كليات وتسع جامعات خاصة مع 51 كليات). وفي العام الدراسي 2010/2011، وحضر 181362 طلاب 17 جامعة (148248 في الجامعات الحكومية وبعض 33114 في الجامعات الخاصة)، في حين 47169 حضر 81 «المدارس العليا» الجامعات الحكومية في صربيا هي: جامعة بلغراد (أقدم، التي تأسست في 1808، وأكبر جامعة مع 89827 الجامعيين والخريجين)، جامعة نوفي ساد (تأسست في عام 1960 ومع الجسم الطلابي من 47826)، جامعة نيش (التي تأسست في عام 1965، 27,000 طالبا وطالبة)، جامعة كراغويفاتش (التي تأسست في عام 1976، 14,000 طالبا وطالبة)، جامعة بريشتينا - كوس. ميتروفيتسا، جامعة العامة للنوفي بازار فضلا عن اثنين من الجامعات المتخصصة - جامعة الآداب وجامعة الدفاع. وتشمل أكبر الجامعات الخاصة جامعة فيتجسد وجامعة Singidunum، سواء في بلغراد، وجامعة Educons في نوفي ساد. الجامعات الحكومية تميل إلى أن تكون ذات نوعية أفضل، وبالتالي أكثر شهرة من تلك الخاصة. Thе جامعة بلغراد (301-400 ضعها في قوس على 2013 شنغهاي تصنيف الجامعات العالمية، ويجري وضع أفضل الجامعات في جنوب شرق أوروبا بعد تلك الموجودة في أثينا وسالونيك) وجامعة نوفي ساد تعتبر عموما باعتبارها أفضل مؤسسات التعليم العالي في البلاد.
قضى صربيا 0.64٪ من الناتج المحلي الإجمالي على البحث العلمي في عام 2012، وهي واحدة من أقل الميزانيات R & D في أوروبا. صربيا لديها تاريخ طويل من التميز في الرياضيات وعلوم الكمبيوتر والتي خلقت تجمع قوي من المواهب الهندسية، على الرغم الاقتصادية العقوبات خلال 1990، وقلة الاستثمار في البحث العلمي أجبرت العديد من المهنيين لمغادرة البلاد. ومع ذلك، هناك العديد من المجالات التي صربيا لا تزال تتفوق مثل زراعة قطاع تكنولوجيا المعلومات، والذي يتضمن تطوير البرمجيات، فضلا عن الاستعانة بمصادر خارجية. أنها ولدت 200 مليون دولار في الصادرات في عام 2011، سواء من المستثمرين الدوليين وعدد كبير من شركات محلية ديناميكية. وفي عام 2005 عملاق التكنولوجيا العالمي، ومايكروسوفت، أسس مركز تطوير مايكروسوفت، والرابع فقط هذا المركز في العالم. بين المعاهد العلمية العاملة في صربيا، وأكبرها معهد Pupin ميهايلو ومعهد فينكا النووية، سواء في بلغراد. الأكاديمية الصربية للعلوم والفنون هي جمعية علم تشجيع العلوم والفنون منذ إنشائها في 1841. مع العلم القوي والنظام البيئي التكنولوجي، أنتجت صربيا عددا من العلماء المشهورين التي ساهمت إلى حد كبير في مجال العلوم والتكنولوجيا.
نيكولا تسلا، مهندس كهربائي ومخترع، وأفضل المعروف لإسهاماته في تصميم بالتناوب الحديث الحالية (AC) نظام إمدادات الكهرباء بما في ذلك المحرك التعريفي AC. تسلا هي وحدة SI المستمدة من كثافة التدفق المغناطيسي وكان اسمه بعد تسلا.
اكتشف ميهايلو Pupin وسيلة لتمتد إلى حد كبير مجموعة من الاتصالات الهاتفية لمسافات طويلة عن طريق وضع لفائف من الأسلاك تحميل (المعروف باسم لفائف Pupin) على فترات محددة سلفا على طول السلك الإرسال (المعروفة باسم "pupinization").
ومن المعروف ميلوتين Milanković لنظريته في العصور الجليدية، مما يشير إلى وجود علاقة بين التغيرات الأرض على المدى الطويل المناخ والتغيرات الدورية في مدارها، التي تعرف الآن باسم دورات ميلانكوفيتش.
ومن المعروف ميهايلو بيتروفيتش لأنها ساهمت بشكل كبير في المعادلات التفاضلية والظواهر، وكذلك اختراع واحدة من النماذج الأولى من جهاز كمبيوتر التناظرية.
ومن المعروف ميودراج Radulovacki للالافتراض نظرية أدينوسين النوم في 1984.

## الرياضة

الرياضيون الصربيون
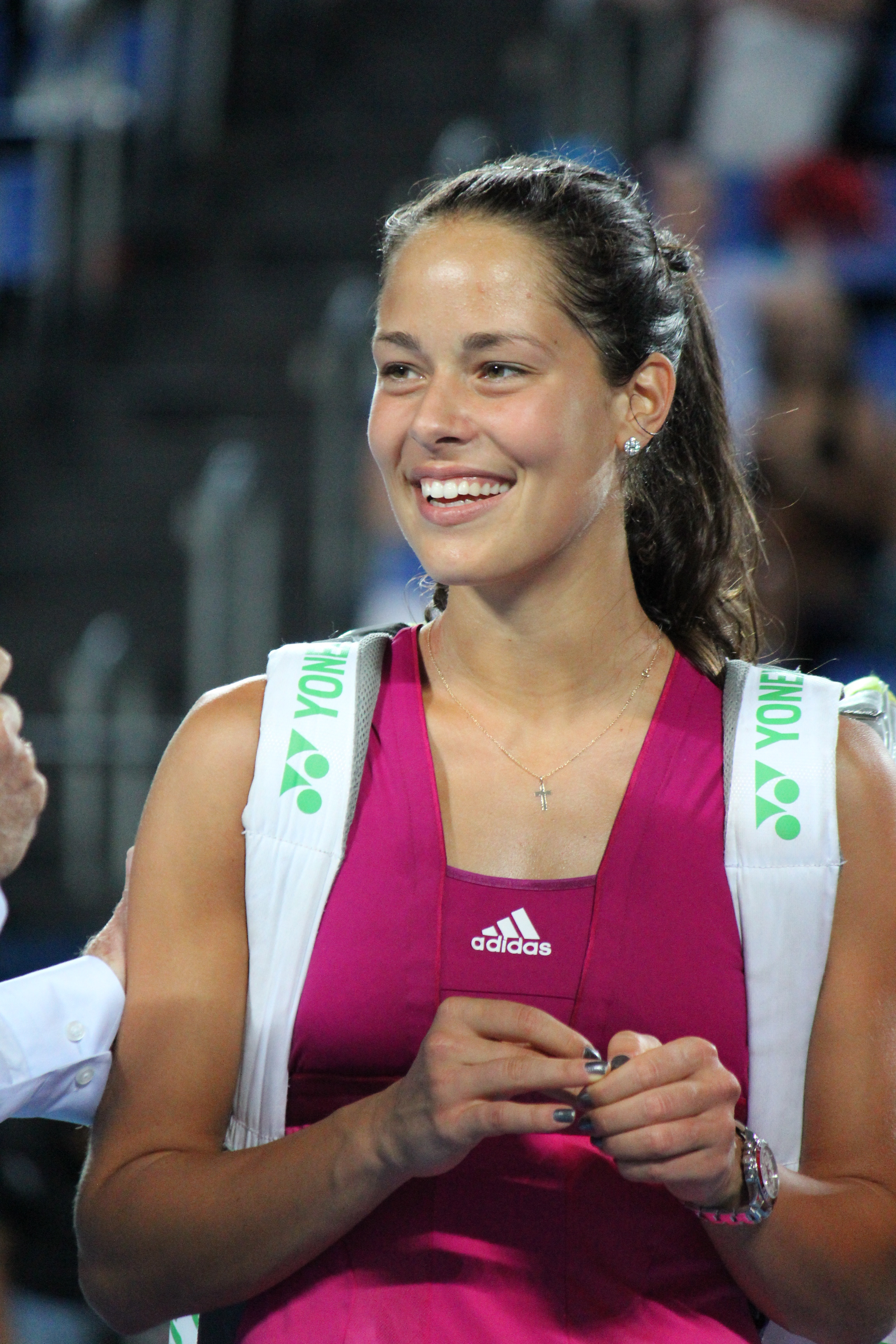
آنا ايڤانوڤيتش
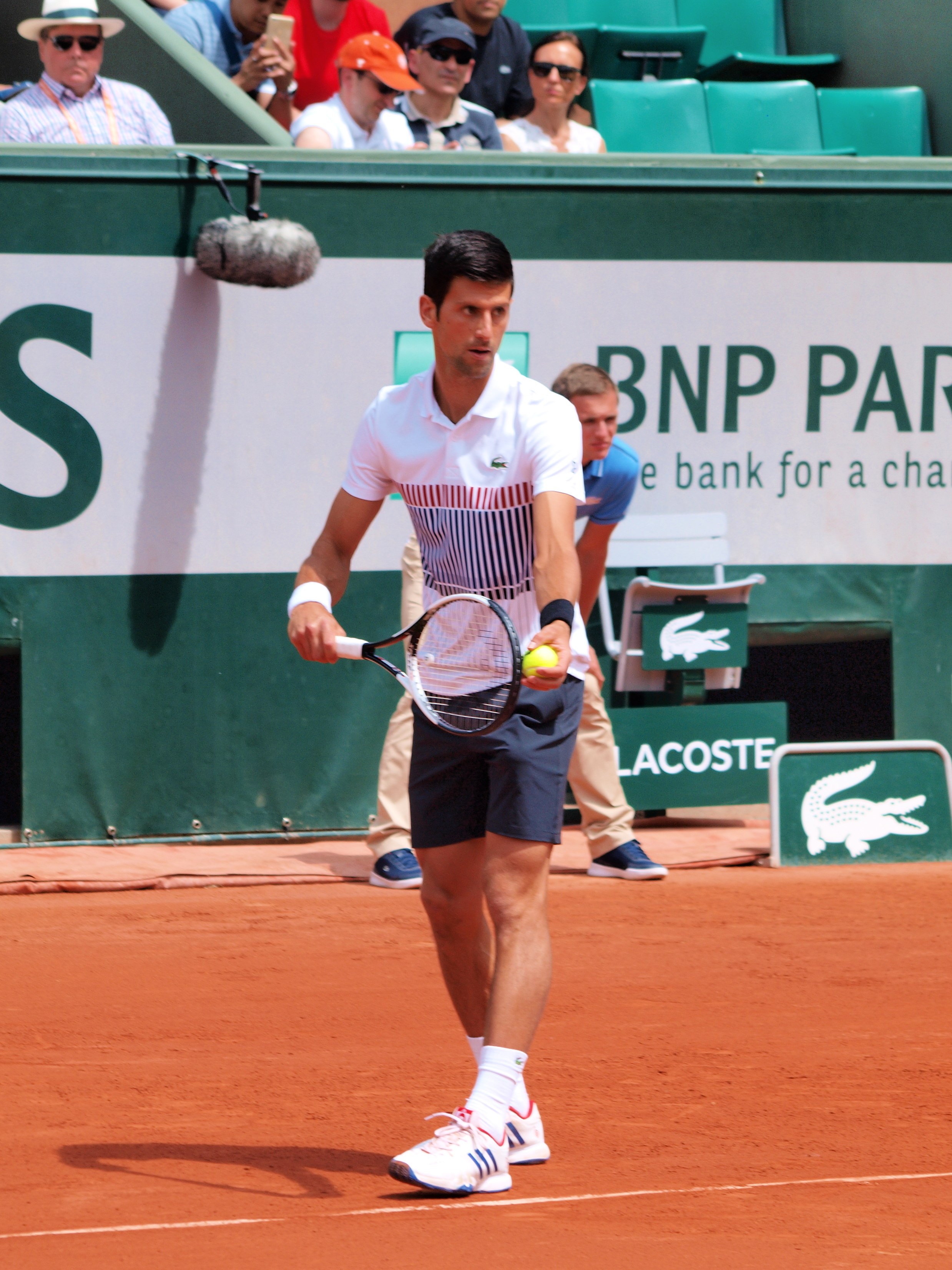
نوڤاك دجوكوڤيتش
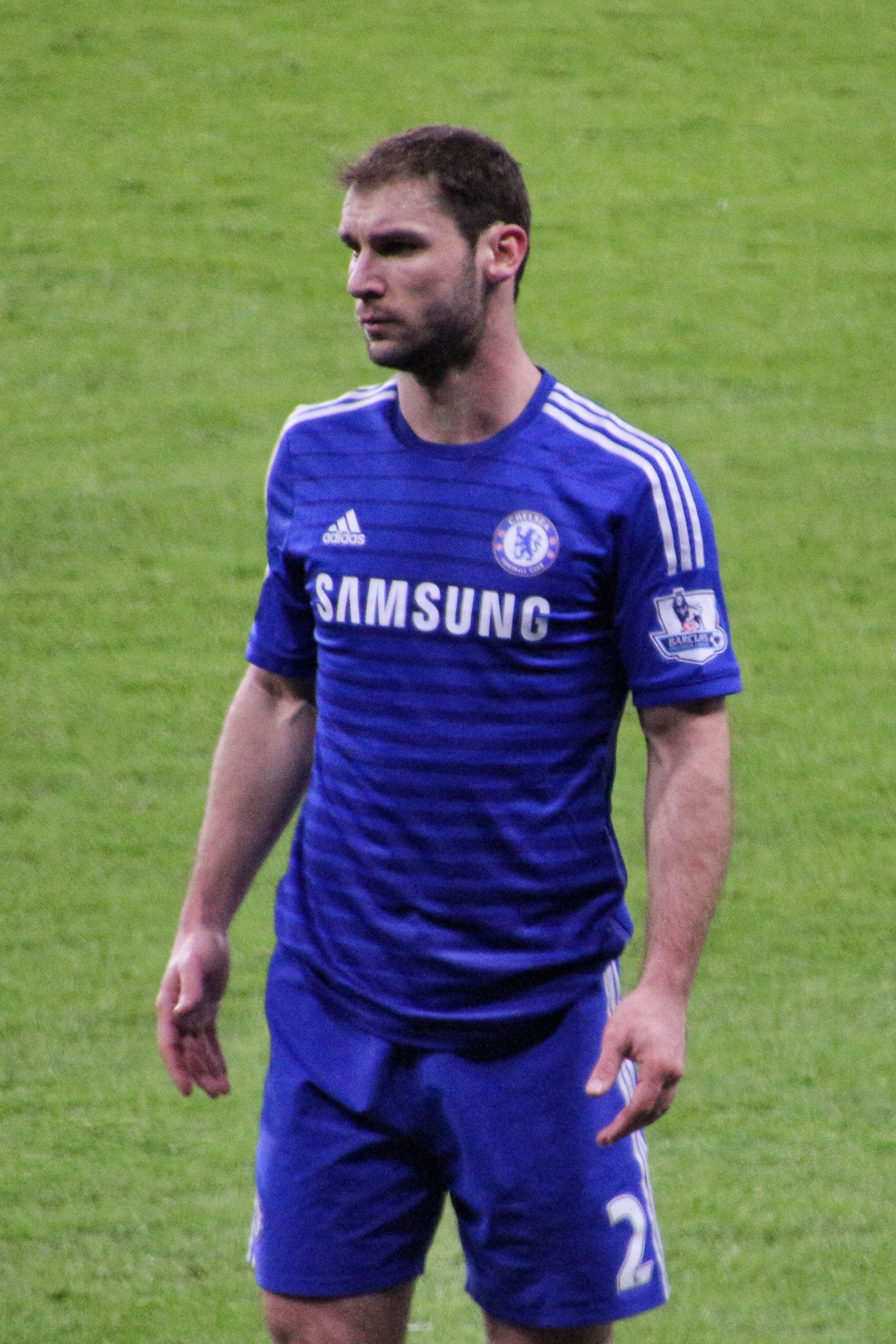
برانيسلاڤ اڤانونڤيتش
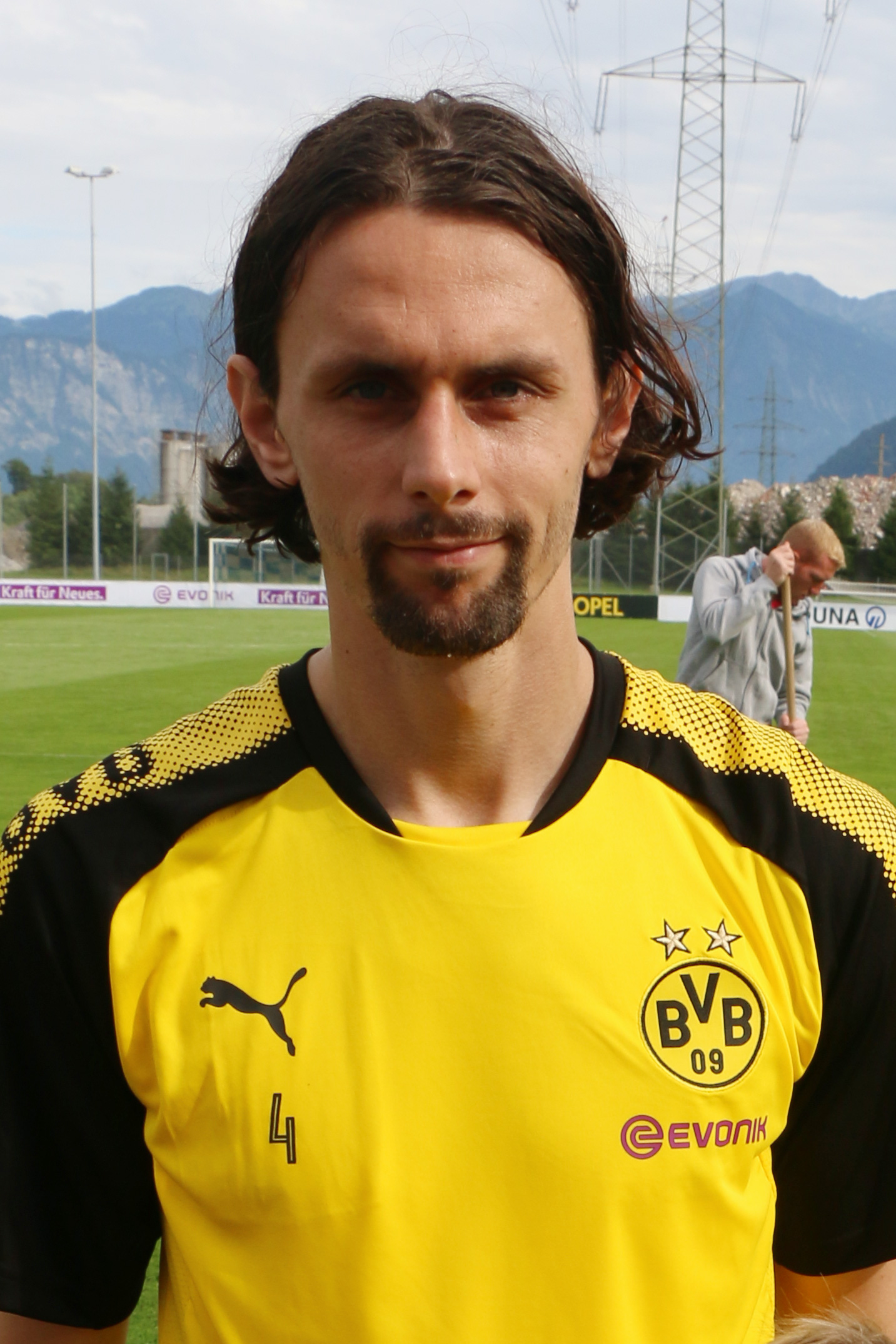
نيڤين سوبوتيتش
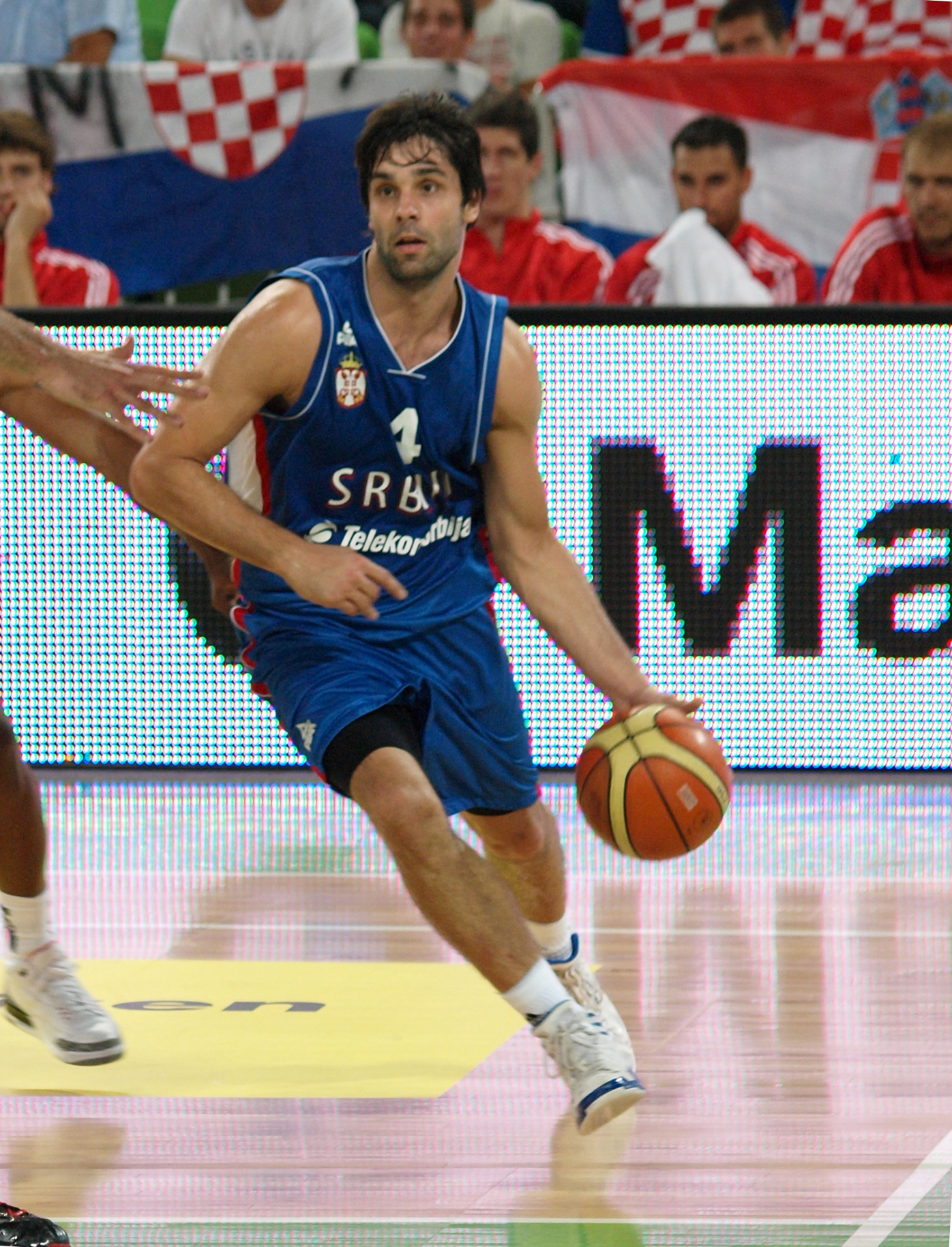
ميلوش تيودوسيتش
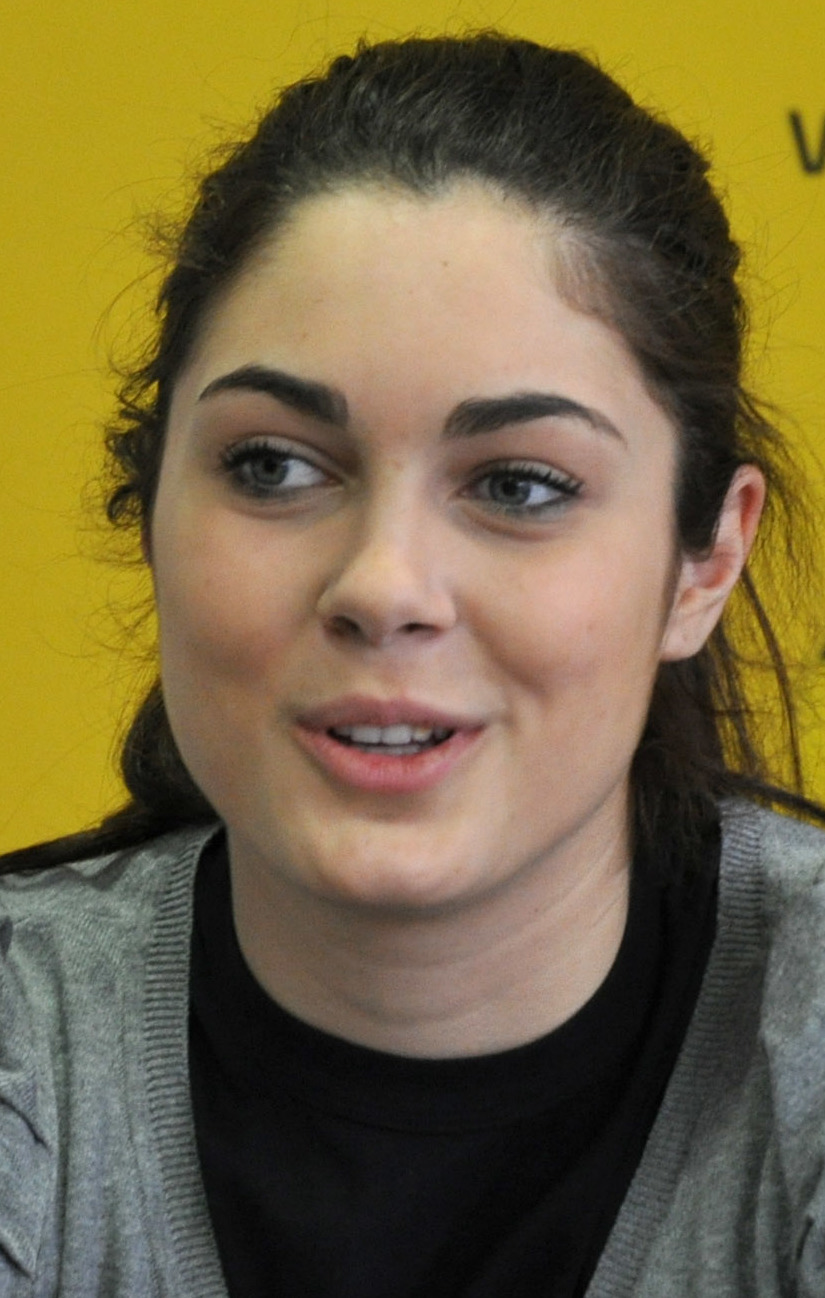
ميليتسا مانديتش

الرياضة تلعب دورا هاما في المجتمع الصربي، والبلاد لديها تاريخ رياضي قوي. أكثر الرياضات شعبية في صربيا هي كرة القدم، كرة السلة، التنس، الكرة الطائرة، وكرة الماء.
يتم تنظيم الوظائف الفنية والرياضية في صربيا من قبل الاتحادات الرياضية. يوجد بصربيا العديد من النوادي الرياضية (تسمى «المجتمعات الرياضية»)، أكبرها وأنجحها النجم الأحمر/ريد ستار (Crvena Zvezda, Red Star)، بارتيزان (Partizan)، وبيوغراد (Beograd) في بلغراد، ڤويڤودينا (Vojvodina) في نوڤي ساد، رادنيتشكي (Radnički) في كراغويڤاتش، وسبارتاك (Spartak) في سوبوتيتسا.
كرة القدم هي الرياضة الأكثر شعبية في صربيا، واتحاد كرة القدم في صربيا (146,845 لاعب مسجل)، هو أكبر جمعية الرياضية في البلاد. وعلى مدى السنوات قدمت البلاد العديد من اللاعبين المشهورين دوليا مثل دراغان دجاييتش (Dragan Džajić) المعترف به رسميا باسم «أفضل لاعب صربي في جميع الأوقات» من قبل اتحاد كرة القدم في صربيا ومن أمثال الحديثة نيمانيا فيديتش (Nemanja Vidić)، ديان ستانكوڤيتش (Dejan Stanković)، برانيسلاڤ ايڤانوڤيتش (Branislav Ivanović)، نيڤين سوبوتيتش (Neven Subotić) ونيمانيا ماتيتش (Nemanja Matić). ولدى صربيا سمعة باعتبارها واحدة من أكبر مصدري لاعبي الكرة في العالم. المنتخب الوطني الصربي لكرة القدم يفتقر إلى النجاح النسبي على الرغم من أنه كان قد تأهل لثلاث من آخر خمس بطولات لكأس العالم لكرة القدم، اخرها كأس العالم عام 2010. أندية كرة القدم الرئيسية في صربيا هم النجم الأحمر وبارتيزان، وكلاهما من بلغراد. ريد ستار هو واحد من اثنين فقط من أندية أوروبا الشرقية (الآخر رومانيا ستيو بوخارست) التي فازت في مسابقة للاتحاد الأوروبي لكرة القدم (UEFA) فقد فاز في مسابقة دوري أبطال أوروبا عام 1991. وقد وفاز النادي بكأس انتركونتيننتال في نفس العام.
البلاد هي واحدة من القوى التقليدية في العالم لكرة السلة، وفريق الوطني لكرة السلة للرجال في صربيا قد فاز مرتين في بطولة العالم (في 1998 و2002)، وثلاثة كؤوس بطولة كأس الامم الأوروبية (1995، 1997، و2001، على التوالي) وحصل على الميدالية الفضية في الألعاب الأولمبية عام 1996. لعب 22 لاعبا صربيا في الدوري الأميركي للمحترفين (NBA) في العقدين الماضيين، من أبرزهم بيا ستوياكوفيتش (Peja Stojaković)، فلادي ديفاتس (Vlade Divac)، بريدراغ دانيلوڤيتش (Predrag Danilović)، ڤلاديمير رادمانوڤيتش (Vladimir Radmanović)، نيناد كرستيتش (Nenad Krstić)، ماركو ياريتش (Marko Jarić)، وجيلكو ريبراتشا (Željko Rebrača). اللاعبين الصرب الذين لم يلعبوا في الدوري الأميركي للمحترفين ولكن كان لهم تأثير كبير على اللعبة في أوروبا هم دراغان كيتشانوفيتش (Dragan Kićanović)، دراجن داليباغيتش (Dražen Dalipagić)، راديوڤ كوراتش (Radivoj Korać)، وزوران سالڤنيتش (Zoran Slavnić). بعض نجوم كرة السلة الأوروبية مؤخرا هم ديان بوديروغا (Dejan Bodiroga) والنشط حاليا ميلوش تيودوسيتش (Miloš Teodosić). مدرسة التدريب الصربي الشهيرة أنتجت العديد من مدربي كرة السلة الأوروبية الأكثر نجاحا في كل العصور، مثل جيلكو اوبرادوڤيتش (Željko Obradović)، فاز بثمانية ألقاب الدوري الأوروبي مع أربعة أندية مختلفة، بوجيدار مالكوڤيتش (Božidar Maljković)، حصل على أربعة ألقاب الدوري الأوروبي مع ثلاثة أندية مختلفة، دوشان اڤكوڤيتش (Dušan Ivković)، حصل على لقبين للدوري الأوروبي، وسڤيتيسلاڤ بيشيتش (Svetislav Pešić).
وقد أدى النجاح الذي تحقق مؤخرا من لاعبي التنس الصرب إلى زيادة شعبية الرياضة في صربيا. اللاعب نوڤاك دجوكوڤيتش (Novak Đoković) (رقم 1 في عام 2011، 2012، 2014، 2015) هو حاليا رقم 1 في ترتيب لاعبي التنس المحترفين وهو من أشهر لاعبي التنس في العالم إلى جانب يانكو تيبساريفيتش (Janko Tipsarević) ونيناد زيمونييتش (Nenad Zimonjić). آنا ايڤانوڤيتش (Ana Ivanović) (بطلة عام 2008 لفرنسا المفتوحة) ويلينا يانكوڤيتش (Jelena Janković) كانتا كلاهن في المرتبة الأولى في السابق وهن من أبرز لاعبات التنس في العالم.
فاز المنتخب الوطني للتنس للرجال صربيا في كأس ديفيز عام 2010 بينما وصل فريق وطني تنس السيدات صربيا المباراة النهائية في بطولة كأس الاتحاد عام 2012.
صربيا هي واحدة من الدول الرائدة في الكرة الطائرة في العالم. فقد فاز الفريق الوطني لكرة الطائرة للرجال بالميدالية الذهبية في دورة الألعاب الأولمبية عام 2000، وفاز مرتين ببطولة الأمم الأوروبية في عامي 2001 و2011. أبرز لاعبي الكرة الطائرة هم نيكولا غربيتش (Nikola Grbić)، ڤلاديمير غربيتش (Vladimir Grbić)، ايڤان ميليكوڤيتش (Ivan Miljković)، وغوران ڤوييڤيتش (Goran Vujević). وقد فاز أيضا فريق كرة الطائرة الوطني النسائي بطولة الأمم الأوروبية عام 2011.
فريق كرة الماء الصربي للرجال، بعد المجر، هو المنتخب الأكثر نجاحا في العالم بعد أن فاز في اثنين من بطولة العالم (2005 و2009)، وأربع بطولات أوروبية في عام 2001 و2003 و 2006 و2012 على التوالي.
وسبعة ألقاب في بطولة أوروبا. بارتيزان هو أفضل نادي أوروبي في تاريخ الرياضة.
رياضيين أولمبيون مميزون من صريبا هم: السباح ميلوراد تشاڤيتش (Milorad Čavić) والسباحة نادجا هيغل (Nađa Higl) والعداء إمير بكريتش (Emir Bekrić) وبطلة القفز الطويل إيڤانا شبانوڤيتش (Ivana Španović) والرامية ياسنا شيكاريتش (Jasna Šekarić) ولاعبة التيكواندو ميليتسا مانديتش (Milica Mandić).

## ببليوغرافيا
- Michael Boro Petrovich, The History of Modern Serbia 1804–1918, 2 vols. I–II, Harcourt Brace Jovanovich, New York 1976.
- Dušan T. Bataković (dir), Histoire du peuple serbe, Lausanne, L'Age d'Homme 2005.
- Dušan T. Bataković, The Kosovo Chronicles, Plato Books, Belgrade 1992.
- The Serbs and Their National Interest, N. Von Ragenfeld-Feldman & D. T. Bataković (eds.), SUC, San Francisco & Belgrade 1997
- Kosovo and Metohija. Living in the Enclave, D. T. Bataković (ed.), Institute for Balkan Studies, SASA, Belgrade 2007.
- Dušan T. Bataković, Kosovo. Un conflit sans fin ?, Lausanne, L'Age d'Homme 2008.
- Dušan T. Bataković, Serbia's Kosovo Drama. A Historical Perspective, Čigoja Štampa, Belgrade 2012.

## وصلات خارجية
- الموقع الرسمي
- National tourist organisation of Serbia
- Serbia from UCB Libraries GovPubs.
- صربيا على مشروع الدليل المفتوح
- Serbia profile from the بي بي سي نيوز.
- أطلس ويكيميديا حول Serbia
- معلومات جغرافية متعلقة بصربيا على خريطة الشارع المفتوح
- Key Development Forecasts for Serbia from International Futures.
- Serbia  على كتاب حقائق العالم
- Serbia Corruption Profile from the Business Anti-Corruption Portal ‏